# اتصالات إدارة ترامب خلال جائحة كوفيد-19
أجرت الإدارة في عهد الرئيس الأمريكي دونالد ترمب أشكالًا مختلفة من الاتصالات خلال جائحة كوفيد-19 في الولايات المتحدة، بما في ذلك عبر وسائل التواصل الاجتماعي والمقابلات والمؤتمرات الصحفية مع فريق عمل البيت الأبيض المعني بفيروس كورونا. أشارت استطلاعات الرأي إلى أن أقل من نصف الأمريكيين يثقون بالمعلومات التي قدمها ترمب بشأن جائحة كوفيد-19، في حين كان المسؤولون الحكوميون المحليون، والمسؤولون الحكوميون في الولايات، ومراكز السيطرة على الأمراض والوقاية منها، ومدير المعهد الوطني للحساسية والأمراض المعدية الدكتور أنتوني فوسي موضع ثقة أكبر.
كان الرئيس ترمب متفائلًا علنًا خلال أغلب الأوقات بالنسبة للوباء، وفي بعض الأحيان اختلفت رسالته المتفائلة عن تلك التي يرسلها مسؤولو الصحة العامة بإدارته. منذ يناير حتى منتصف مارس، قلل ترمب من أهمية التهديد الذي يشكله فيروس كورونا على الولايات المتحدة، فضلًا عن شدة تفشي المرض. وشرح ذلك لاحقًا بالقول إنه يريد «إعطاء الأمل للناس»، بصفته «قائد مشجّع للبلاد»، رغم أنه «يعرف كل شيء». من فبراير إلى مايو، أكد ترمب باستمرار أن فيروس كورونا «سيختفي». انتظر مركز السيطرة على الأمراض حتى 25 فبراير لإعطاء أول تحذير للجمهور الأمريكي للاستعداد لتفشي الفيروس محليًا.
في مارس 2020، بدأت إدارة ترمب بإجراء اجتماعات إعلامية يومية في البيت الأبيض. كان ترمب المتحدث المهيمن في هذه الاجتماعات. حلّلت صحيفة نيويورك تايمز خطابات ترمب في الفترة من 9 مارس حتى 17 أبريل، وخلصت إلى أن الثناء على الذات كان الهدف الأكثر شيوعًا لخطابات ترمب. أعلن ترمب مرارًا وتكرارًا أكاذيب فيما يتعلق بالوباء. أحد مواضيع أكاذيب ترمب هو المبالغة في الإجراءات الرجعية التي اتخذتها حكومته والقطاع الخاص. وقلل ترمب من تقدير الوقت المتوقع لإنتاج لقاح، وشجع العلاجات غير المعتمدة مثل هيدروكسي كلوروكين والكلوروكين. في مثل هذه الحالات، كان أنتوني فوسي يصحّح له.
ابتعد ترمب عن الاعتراف بأخطائه في تعامله مع تفشي المرض، بل غالبًا ما ألقى باللوم على الآخرين. حوالي 15% من خطابات ترمب التي ألقاها في الفترة من 6 إلى 24 أبريل كانت تنتقد الآخرين، حسب تحليل صحيفة واشنطن بوست. كان الديمقراطيون هم المستهدفون الأكثر شيوعًا في انتقاداته، يليهم الإعلام، وحكام الولايات، والصين (حيث ظهر الفيروس). انتقل ترمب من الإشادة بالصين في يناير بشأن شفافيتها في الرد على تفشي الفيروس، إلى انتقاد الصين في مارس لافتقارها للشفافية، إلى انتقاد منظمة الصحة العالمية في أبريل لإشادتها بشفافية الصين. غالبًا ما عكس ترمب مواقفه عبر اتصالاته، وأعطى رسائل مختلطة أو متناقضة. حتى أنه نفى أحيانًا تصريحاته العامة. في أكتوبر 2020، ثبتت إصابة ترمب وبعض الأشخاص المرتبطين بالبيت الأبيض، بما في ذلك زوجته ميلانيا، والمستشارة الرئاسية السابقة كيليان كونواي، ومديرة الاتصالات بالبيت الأبيض هوب هيكس، بفيروس كوفيد-19.

## تقييم الشدة والمخاطر

### من يوم 1 يناير إلى يوم 24 فبراير
«صورة: وصفت صحيفة واشنطن بوست تصريحات ترمب بأنها تطورت من العزل العرضي إلى الاعتراف المتردد بالاستنفار العدواني على مدار فترة انتشار الوباء. على الرغم من أن ترمب تبنى أحيانًا لهجة أكثر حذرًا من مسؤولي الصحة، لكن التفاؤل الذي سيطر على رده المبكر لم يختف تمامًا، فقد قلل ترمب من خطر فيروس كورونا أكثر من 60 مرة حتى 24 يونيو 2020.»
في يناير وفبراير 2020، سلمت وكالات الاستخبارات الأمريكية أكثر من اثني عشر تحذيرًا سريًا في الموجز اليومي للرئيس حول فيروس كورونا، بما في ذلك قدرته على إلحاق أضرار سياسية واقتصادية جسيمة. ذكرت صحيفة واشنطن بوست أن الرئيس ترمب عادة لا يقرأ ذلك الموجز اليومي وغالبًا ما يكون لديه القليل من الصبر عندما يلخصه الناس شفهيًا. وقد اطلع مسؤولين آخرين في الإدارة على الموجز. نفى مكتب مدير المخابرات الوطنية، الذي يصدر الموجز اليومي للرئيس، وجود إشارات متكررة لفيروس كورونا.
في 8 يناير 2020، أصدرت المراكز الأمريكية لمكافحة الأمراض والوقاية منها (CDC) نصيحة صحية بشأن تفشي الالتهاب الرئوي في ووهان بمقاطعة هوبي بالصين، والذي كان سببه فيروس لم يُكشَف بعد. وأصدرت إشعار سفر منخفض المستوى إلى ووهان مع تذكير بممارسة «الاحتياطات المعتادة». نصح مركز السيطرة على الأمراض (CDC) الأطباء بضرورة فحص المرضى الأمريكيين المصابين بأمراض الجهاز التنفسي الحادة لمعرفة تاريخ السفر إلى ووهان، وأنه يجب إبلاغ السلطات الصحية على الفور بالحالات التي تستوفي هذه المعايير. في 17 يناير، أجرى مركز السيطرة على الأمراض أول مؤتمر صحفي له حول فيروس كورونا الجديد.
في 21 يناير، بعد تأكيد أول حالة إصابة بفيروس كورونا الجديد في الولايات المتحدة، صرحت مديرة المركز الوطني للتحصين وأمراض الجهاز التنفسي في مركز السيطرة على الأمراض، الدكتورة نانسي ميسونير، بما يلي: «نتوقع حدوث حالات إضافية في الولايات المتحدة والعالم... إن التأكيد على أن انتشار هذا الفيروس من إنسان لآخر في آسيا يزيد بالتأكيد من مستوى قلقنا. لكننا ما زلنا نعتقد أن خطر هذا الفيروس التاجي الجديد على الجمهور الأمريكي ما يزال منخفضًا في هذا الوقت»."
في 22 يناير، أجرى الإعلام مقابلة مع ترمب، أقر فيها بأن مركز السيطرة على الأمراض أطلعه على حالة فيروس كورونا الوحيدة المعروفة في البلاد. سأل المحاور ترمب: «هل هناك مخاوف من جائحة في هذه المرحلة؟» أجاب ترمب: «لا على الإطلاق. ونحن نسيطر عليه تمامًا. إنه شخص واحد قادم من الصين، والأمور تحت السيطرة. سيكون الأمر على ما يرام». استمر بالادعاء بأن تفشي المرض كان «تحت السيطرة» في 30 يناير و23 فبراير و24 فبراير و25 فبراير.
في 27 يناير، توقع الدكتور أنتوني فاوتشي، رئيس المعهد الوطني للحساسية والأمراض المعدية، أن «الأمور ستزداد سوءًا قبل أن تتحسن». بعد ثلاثة أيام، صرح فوسي أن تفشي الفيروس «يمكن أن يتحول إلى جائحة عالمية». وفي 30 يناير أيضًا، قال مدير مركز السيطرة على الأمراض، روبرت ريدفيلد، إن «الخطر المباشر على الجمهور الأمريكي منخفض».
في 10 فبراير، صرح ترمب أن «الكثير من الناس يعتقدون أن الفيروس التاجي سيختفي في أبريل مع الحرارة... فنموذجيًا، سيختفي الفيروس في أبريل» (لاحقًا في 3 أبريل، نفى تصريحه عن تاريخ التخلص من الفيروس). في 13 فبراير، ناقض مدير مركز السيطرة على الأمراض روبرت ريدفيلد ترمب، قائلًا إن «ربما سيبقى الفيروس معنا حتى بعد هذا الموسم، وبعد هذا العام». وتنبأ ريدفيلد أيضًا بأنه «سيصبح فيروسًا مجتمعيًا في وقت ما، هذا العام أو العام المقبل». في 16 فبراير، حذر أنتوني فوسي من أنه ليس بالضرورة اختفاء الفيروس مع الطقس الدافئ.

### من يوم 25 فبراير إلى يوم 15 مارس
كان 25 فبراير هو اليوم الأول الذي حذر فيه مركز السيطرة على الأمراض الجمهور الأمريكي لأول مرة من جل الاستعداد لتفشي محلي للفيروس. في ذلك اليوم، قالت الدكتورة نانسي ميسونييه، رئيسة المركز الوطني للتحصين وأمراض الجهاز التنفسي التابعة لمراكز السيطرة على الأمراض والوقاية منها، «إننا نطلب من الجمهور الأمريكي العمل معنا للتحضير لاحتمال أن يكون القادم أمرًا سيئًا». وتوقع ميسونييه «سنرى انتشارًا في المجتمع للفيروس في هذا البلد»، والمسألة مجرد مسألة وقت. ونتيجة لذلك، «قد يكون الاضطراب في الحياة اليومية شديدًا». صرح ميسونير أن مركز السيطرة على الأمراض يستعد، و«الآن هو الوقت المناسب للمستشفيات والمدارس والأشخاص العاديين لبدء الاستعداد أيضًا». في ذلك اليوم أيضًا، أعلن أنتوني فوسي أنه نظرًا لكيفية انتشار الفيروس في الدول الأخرى، كان «لا مفر من حدوث ذلك في الولايات المتحدة» أيضًا. في 26 فبراير، قال مدير مركز السيطرة على الأمراض، روبرت ريدفيلد، إنه سيكون «من الحكمة افتراض بقاء هذا العامل الممرض معنا لبعض الوقت في المستقبل».
وفي الوقت نفسه، في 25 فبراير، أعلن رئيس السياسة الاقتصادية الفيدرالية لاري كودلو أننا قريبون جدًا من احتواء الفيروس التاجي. في 26 فبراير، ناقض ترمب ميسونييه، قائلًا: «لا أعتقد أنه من الحتمي حدوث تفشي في الولايات المتحدة، من المحتمل أن يحدث، وربما سيحدث ... لكن مهما حدث، فنحن مستعدون تمامًا». أعلن ترمب بالإضافة إلى ذلك أن عدد المصابين «ينخفض بشكل كبير جدًا، وليس مرتفعًا»، لكنه قال: «يجب أن تستعد المدارس. استعداد في حالة حدوث أي شيء فقط».
في 26 فبراير، متحدثًا عن عدد المصابين المعروفين في البلاد في ذلك الوقت، توقع ترمب أن «15 مريضًا سينخفضون في غضون يومين إلى ما يقرب من الصفر، وهذا بسبب عمل جيد جدًا قمنا به». رفض الفكرة القائلة بأن الولايات المتحدة بحاجة إلى إنتاج المزيد من الأقنعة، قائلًا: «إن حدودنا خاضعة للرقابة للغاية». قارن معدل وفيات فيروس كوفيد-19 بمعدل وفيات الإيبولا، قائلًا: «هذه إنفلونزا. هذا مثل الإنفلونزا».
في 27 فبراير، قال عن الفيروس: «سوف يختفي. في يوم من الأيام سيبدو الأمر وكأنه معجزة، سوف يختفي. ومن شواطئنا، مثلما تعلمون، يمكن أن يزداد الأمر سوءًا قبل أن يتحسن. ربما يختفي. نحن سنرى ما سيحدث. لا أحد يعرف حقًا». أيضًا في 27 فبراير، أعلن ترمب أن الخطر على الجمهور الأمريكي من الفيروس ما يزال منخفضًا للغاية».
في 28 فبراير، قال مدير حملة ترمب، براد بارسكال، لجاريد كوشنر إن ذلك سيخدم فرص إعادة انتخاب ترمب. أراد بارسكيل أن يقف ترمب «أمام أشياء مدهشة. ارتدِ المعطف الأبيض. انظر إلى اللقاح الذي يُصنّع. أظهر لأمريكا أننا نقوم بالأشياء». ذُكر ذلك في كتاب ريج لبوب وودوارد الذي صدر في سبتمبر 2020. في وقت لاحق من ذلك اليوم، في تجمع انتخابي، أشار ترمب إلى أنه، حتى الآن، لم تكن هناك وفيات معروفة ناتجة عن الإصابة بالفيروس في الولايات المتحدة (مقارنة إلى حوالي 35000 حالة وفاة بسبب الأنفلونزا في الولايات المتحدة كل عام)، وخلص: «نتساءل عما إذا كانت الصحافة في وضع الهستيريا».
في 29 فبراير، قال ترمب إنه «من المحتمل ظهور حالات إضافية في الولايات المتحدة»، ولكن «لا يوجد سبب للذعر على الإطلاق». عندما سأل أحد المراسلين ترمب: «كيف يجب على الأمريكيين الاستعداد لهذا الفيروس؟» أجاب ترمب: «أتمنى ألا يغيروا روتينهم»، قبل أن يدعو مدير مركز السيطرة على الأمراض روبرت ريدفيلد للإجابة على نفس السؤال. رد ريدفيلد: «الخطر في هذا الوقت ضعيف ... الجمهور الأمريكي بحاجة إلى الاستمرار في حياته الطبيعية».
في 2 مارس، أعرب الدكتور أنتوني فوسي، رئيس المعهد الوطني للحساسية والأمراض المعدية، عن قلقه من أن الولايات المتحدة في غضون أسبوع إلى ثلاثة أسابيع قادمة «ستشهد المزيد من الحالات المنتقلة في المجتمع»، بعد أن حددت بالفعل «عددًا من الحالات» التي «كانت موجودة في المجتمع لفترة من الوقت».
في 4 مارس، ظهر ترمب على برنامج هانيتي على قناة فوكس نيوز عبر الهاتف، إذ ادعى أن معدل الوفيات 3.4% الذي توقعته منظمة الصحة العالمية كان «رقمًا خاطئًا»، وذكر بأن «حدسه» يخبره أن الرقم الحقيقي سيكون أقل بكثير من 1%. وتوقع ترمب أيضًا أن يعاني العديد من الأشخاص المصابين بالفيروس من أعراض «خفيفة جدًا» وسيتحسنون بسرعة كبيرة وبالتالي لن يتصلوا حتى بالطبيب. وبالتالي، قد يكون هناك «مئات الآلاف من الأشخاص الذين يتحسنون بمجرد الجلوس، مثلما تعلمون، وحتى الذهاب إلى العمل - بعضهم يذهب إلى العمل، لكنهم يتحسنون». استخدم ترمب هذا ليقول إنه سيكون هناك نقص في الإبلاغ عن الحالات وتقدير مفرط لمعدل الوفيات.
في 6 مارس، قال مدير مركز السيطرة على الأمراض، روبرت ريدفيلد، مرة أخرى إن الخطر على الجمهور الأمريكي كان «منخفضًا»، مؤكدًا أنه لا توجد «مئات ومئات المجموعات من حالات الإصابة في البلاد». وأعلن أننا لسنا عميان، إذ إن الفيروس موجود الآن في الولايات المتحدة. في 7 مارس، شجع ريدفيلد الأمريكيين على مواصلة سفرهم، وحتى القيام برحلة إلى ديزني لاند (في غضون أسبوع واحد، أُغلقت حدائق ديزني لاند في البلاد). في 9 مارس، كرر ريدفيلد أن الخطر على الجمهور الأمريكي ما يزال منخفضًا.
من 6 مارس إلى 12 مارس، صرح ترمب في أربع مناسبات أن فيروس كورونا سيختفي. في 10 مارس، صرح الجراح العام جيروم آدامز أن «من المحتمل أن يزداد الوضع سوءًا قبل أن يتحسن».

### من يوم 16 مارس إلى يوم 24 أبريل
في 16 مارس، اعترف الرئيس ترمب للمرة الأولى أن فيروس كورونا لم يكن «تحت السيطرة»، وأن الوضع كان «سيئًا» مع شهور من الاضطراب الوشيك في الحياة اليومية، واحتمال حدوث ركود.
في 17 مارس، قال ترمب إنه «شعر أن الوضع ضمن مجال الجائحة قبل وقت طويل من تسميته بالجائحة». بحسب تحرّ أجرته وكالة أسوشيتد برس لبيانات ترمب فإن هذا الادعاء «لا يتطابق مع خطاباته خلال الشهرين الماضيين»، إذ لم يصف ترمب تفشي المرض بأنه جائحة قبل أن تفعل منظمة الصحة العالمية ذلك في 11 مارس.
في 19 مارس، أخبر ترمب الصحفي بوب وودوارد أنه تعمد التقليل من أهمية المخاطر عند التواصل مع الجمهور. قال ترمب: "«كنت أرغب دائمًا في التقليل من شأنها». «ما زلت أحب التقليل من شأنها، لأنني لا أريد أن أخلق حالة من الذعر». لم يُعلَن عن المقابلة في ذلك الوقت. أُعلن عن الاقتباس في 9 سبتمبر، قبل أيام قليلة من الإصدار المقرر لكتاب وودوارد، الغضب (ريج).
قارن ترمب مرارًا وتكرارًا فيروس كوفيد-19 بالإنفلونزا، على الرغم من تقدير فوسي أن معدل وفيات فيروس كوفيد-19 أعلى بحوالي عشر مرات. في 9 مارس، قارن ترمب 546 حالة إصابة بفيروس كوفيد-19 في الولايات المتحدة في ذلك الوقت و22 حالة وفاة معروفة في ذلك الوقت بعشرات الآلاف من الوفيات في الولايات المتحدة بسبب الإنفلونزا كل عام. في 24 مارس، قال ترمب: «نفقد الآلاف والآلاف من الناس سنويًا بسبب الأنفلونزا ... لكننا لم نغلق البلاد مطلقًا بسبب الأنفلونزا». في 27 مارس، قال: «يمكنك تسميتها بالإنفلونزا. يمكنك تسميتها بالفيروس. أنت تعلم أنه يمكنك تسميتها بأسماء مختلفة. لست متأكدًا من أن أي شخص يعرف ما هي عليه».
في 24 مارس أعلن ترمب أننا «بدأنا في رؤية الضوء في نهاية النفق». بعد يوم واحد، تجاوزت الولايات المتحدة 1000 حالة وفاة بسبب فيروس كوفيد-19. في 5 أبريل، واصل ترمب استخدام نفس العبارة، وبحلول ذلك اليوم، كان لدى الولايات المتحدة ما يقرب من 10000حالة وفاة وأكثر من 330000 حالة إصابة معروفة بالفيروس. في غضون ذلك، في 5 أبريل، حذر الجراح العام جيروم آدامز من أن الأسبوع المقبل «سيكون أصعب لحظة لكثير من الأمريكيين في حياتهم كلها»، مقارنًا ذلك بالهجوم على بيرل هاربور أو هجوم 11 سبتمبر.
من 30 مارس إلى 7 أبريل، صرح ترمب في أربع مناسبات أن فيروس كورونا «سيختفي».
في 31 مارس، تناقضت العديد من المقارنات السابقة بين فيروس كوفيد-19 والإنفلونزا، قال ترمب: «إنها ليست إنفلونزا ... إنها شريرة». عندما سأله الصحفيون عما إذا كانت تعليقاته الأولية الرافضة للفيروس قد ضللت الأمريكيين، أجاب: «أريد أن أمنح الناس شعورًا بالأمل. يمكن أن أكون سلبيًا للغاية ... فمثلما تعلمون، أنا مشجع للبلاد». وردًا على سؤال آخر عما إذا كان يعلم، على الرغم من مزاعمه بأن تفشي المرض تحت السيطرة، أن الوضع سينتهي بالخطورة، أجاب ترمب: «اعتقدت أنه يمكن أن يكون. كنت أعرف كل شيء. كنت أعرف أنه قد يكون أمرًا مروعًا، وعرفت أنها قد يكون جيدًا». في 1 أبريل، قال مايك بنس لوسائل الإعلام: «لا أعتقد أن الرئيس قلل من شأن تهديد فيروس كورونا أبدًا ... أعتقد أنه أعرب عن ثقته في أن أمريكا ستواجه هذه اللحظة». وشرع بنس في وصف ترمب بأنه «شخص متفائل».
في الاجتماع الذي عُقد في 10 أبريل مع فرقة العمل المعنية بفيروس كورونا في البيت الأبيض، أشار ترمب إلى أن المرض ناجم عن مُمْرِض بكتيري وليس عن فيروس: «تستخدم المضادات الحيوية لحل كل مشكلة. الآن واحدة من أكبر المشاكل التي يعاني منها العالم هي الجراثيم، وأصبحت المشكلة كبيرة لدرجة أن المضادات الحيوية لا تستطيع مواكبة ذلك».
أصبح مايكل كابوتو، المسؤول السابق في حملة ترمب الانتخابية والذي ساعد أيضًا الرئيسين يلتسين وبوتين أثناء إقامته في روسيا، والذي وصفته بوليتيكو بأنه «لا يملك خلفية طبية أو علمية»، المتحدث باسم الصحة والخدمات الإنسانية في 16 أبريل.
في مقابلة مع صحيفة واشنطن بوست نُشرت في 21 أبريل، حذر ريدفيلد من أن «هناك احتمال أن يكون هجوم الفيروس على أمتنا الشتاء المقبل أكثر صعوبة من ذلك الذي مررنا به للتو»؛ لأنه قد يتزامن مع الإنفلونزا الموسمية. «أخطأت في الاقتباس تمامًا» وأوضح ريدفيلد أنه «لم أقل إن هذا سيكون أسوأ. قلت إن الأمر سيكون أكثر تعقيدًا»، ثم ختم: «أو أكثر صعوبة وربما تعقيدًا». في وقت لاحق من الاجتماع، قال فوسي إنه مقتنع بأن الولايات المتحدة ستصاب بفيروس كورونا في الخريف، لكن سنكون أكثر استعدادًا بكثير.

### من يوم 24 أبريل حتى يوم 15 يونيو
في أواخر شهر أبريل، ألقى مسؤولو البيت الأبيض رسائل تفاؤل حول مستقبل البلاد. تنبأ مايك بنس، نائب الرئيس الأمريكي، أنه «بحلول عطلة يوم الذكرى، سنتخطى وباء فيروس كورونا المستجد بشكل كبير». تنبأ جاريد كوشنر، مستشار البيت الأبيض، أنه «يجب أن تعود العديد من القطاعات بالدولة إلى وضعها الطبيعي» بحلول شهر يونيو و«ستنهض الدولة مرةً أخرى بشكل فعلي» بحلول شهر يوليو. تنبأ ستيفن منوشين، وزير الخزانة الأمريكي، أن الاقتصاد الأمريكي «سيقفز بالفعل مرةً أخرى» خلال أشهر يوليو، وأغسطس، وسبتمبر. وفي هذه الأثناء، كان ترمب يؤكد أن فيروس كورونا المستجد «في طريقه إلى الزوال».
في يوم 27 أبريل، ومع وجود أكثر من 55 ألف حالة وفاة بسبب كوفيد 19 في الولايات المتحدة، صرح ترمب أن الولايات المتحدة «كان من المحتمل أن تكون في طريقها نحو بلوغ 60 ألف إلى 70 ألف» حالة وفاة. وبعد مرور أقل من أسبوع، ومع تخطي عدد الوفيات 63 ألف حالة وفاة في يوم 1 مايو، قال ترمب: «نأمل ألا يتخطى عدد الأرواح المفقودة حاجز المئة ألف وفاة».  
في يوم 8 مايو، تنبأ ترمب أن كوفيد 19 «في طريقه للزوال دون وجود لقاح»، «في النهاية». ومنذ خمسة أيام فقط آنذاك، قال ترمب بدلًا من ذلك: «هذه الدولة تحتاج إلى لقاح». وعندما طُلب منه تفسير هذا التنبؤ الخاص بيوم 8 مايو، زعم ترمب: «أنا أعتمد فقط على ما يقوله الأطباء». ومع ذلك، منذ عدة أسابيع، صرح كبير مسؤولي الصحة، أنتوني فاوتشي، أن هذا التفشي «لن يكون في طريقه إلى الزوال إلى المرحلة التي ستمكننا من عدم القيام بأي عمليات تخفيف حتى نحصل على لقاح سليم، وآمن، وفعال علميًا». ولاحقًا في يوم 12 مايو، وضح فاوتشي أن كوفيد 19 لن يختفي ببساطة من الولايات المتحدة؛ بسبب كونه «شديد العدوى».
في يوم 12 مايو، شهد فاوتشي أمام مجلس الشيوخ الأمريكي أن العدد الفعلي لوفيات كوفيد 19 بالولايات المتحدة كان «أعلى بشكل مؤكد تقريبًا» من التعداد الرسمي للوفيات. ورأى أنه سيكون هناك وفيات غير مسجلة في بعض المناطق ذات المستشفيات المرهقة للغاية، مع وفاة المرضى في منازلهم، والذين لم يُحسبوا ضمن وفيات كوفيد 19. حذر فاوتشي أيضًا من حقيقة «عدم معرفتنا كل شيء حول الفيروس، ومن الأفضل أن نتوخى أقصى درجات الحذر، خاصةً بالنسبة للأطفال»، مشيرًا إلى بعض الأمثلة التي أُصيب فيها الأطفال بمتلازمة التهابية شبيهة بمتلازمة كاواساكي.
في يوم 9 يونيو، أّذيع لقاء لفاوتشي قال فيه أن كوفيد 19 كان «أسوأ الكوابيس» التي أدركها؛ نظرًا لأنه «شديد العدوى»، وحذر مرةً أخرى أن المرض «لم ينتهِ بعد».

مع وصول عدد الحالات بالولايات المتحدة إلى 4,800,000 حالة، ووصول عدد الوفيات إلى 157,690 حالةً، كرر ترمب تأكيده على اعتقاده أن فيروس كورونا «سينتهي» بالرغم من تحذير كبير خبرائه للصحة العامة من أن الدولة ستستغرق معظم أوقات عام 2021، أو أكثر، لتكون الجائحة تحت السيطرة. «أطلق ترمب نسخًا عديدةً من تأكيداته على مدار أكثر من ستة أشهر».

### من يوم 16 يونيو حتى الآن
في يوم 16 يونيو، نشرت صحيفة وول ستريت جورنال لقاءً مع فاوتشي، والذي علق فيه أن الولايات المتحدة «ما زالت في الموجة الأولى» من حالات العدوى الخاصة بجائحة كوفيد 19. صرح فاوتشي أيضًا أنه لا يمكن تفسير تزايد نسب الاختبارات الإيجابية في العديد من الولايات «بزيادة عدد الاختبارات». وفي اليوم نفسه أيضًا، انتقد نائب الرئيس الأمريكي، بنس، في مقال رأي، لصحيفة وول ستريت جورنال، وسائل الإعلام بسبب تحذيراتها ضد «الموجة الثانية» من العدوى، مُصرحًا أن «هذا الذعر مبالغ فيه». صرح بنس: «إننا ننتصر في معركة ضد عدو خفي».
في يوم 17 يونيو، صرح ترمب أن التفشي «كان في نهايته»، وأن كوفيد 19 «سيختفي». وفي يوم 23 يونيو، صرح فاوتشي أن الولايات المتحدة «تشهد الآن ارتفاعًا مقلقًا في أعداد الإصابات»، مُكررًا أن كوفيد 19 لن «يختفي».
في يوم 3 يوليو، أبلغت هيئة الإذاعة الوطنية (NBC) أن مسؤولي إدارة ترمب كانوا يخططون لاستراتيجية نقل معلومات لتصور الفيروس على أنه ذو معدل وفيات منخفض، بالإضافة إلى تسليط الضوء على الأدوية العلاجية المحتملة. كان المسؤولون، حسبما ورد في الأنباء، على علم بحقيقة أنه مع وجود أربعة أشهر متبقية فقط قبل بدء الانتخابات، سيشكل كوفيد 19 مصدر قلق مستمرًا بخصوص الصحة العامة للناخبين. وخلال خطابه بعيد الاستقلال في اليوم التالي آنذاك، علق ترمب أن 99% من حالات كوفيد 19 بالولايات المتحدة كانت «غير مؤذية تمامًا»؛ انتُقد هذا التعليق بواسطة ستيفن هان، مفوض إدارة الأغذية والأدوية (FDA)، بالإضافة إلى العديد من عُمَد المدن الجنوبية.
في يوم 19 يوليو، في لقاء مع كريس والاس على برنامج فوكس نيوز صنداي، انتقد ترمب تصريح والاس، القائم على أرقام جامعة جونز هوبكنز، الذي يفيد بأن الولايات المتحدة تقع في المركز السابع من ناحية أعلى معدل للوفيات في العالم بسبب كوفيد 19، مصرحًا أن «الولايات المتحدة تمتلك واحدًا من أقل معدلات الوفيات على مستوى العالم»، ومقدمًا إلى والاس مخططًا وضعه البيت الأبيض (ادعى ترمب أن مصدره المركز الأوروبي لمكافحة الأمراض والوقاية منها) يدعم هذا التصريح. قلل ترمب مرةً أخرى من شأن هذا التهديد، ورأى أن «العديد من هذه الحالات ضمن الشباب الذين سيتعافون خلال يوم. ويصابون بالزكام ونحن نسجله على أنه اختبار تشخيصي».
في يوم 21 يوليو، أقر ترمب أن وضع التفشي «سيسوء قبل أن يتحسن» وقال إن إدارته «تعمل على تطوير إستراتيجية جديدة».
في يوم 9 سبتمبر، نُشرت للعامة تصريحات وصوتيات من لقاءات الصحفي بوب ودورد سالفة الذكر مع ترمب، بما يشمل اعترافه في يوم 19 مارس بأنه كان يريد أن «يقلل من شأن الجائحة». أخبرت كايلي مكيناني، السكرتير الصحفي للبيت الأبيض، الصحفيين أن ترمب «لم يكذب مطلقًا على الشعب الأمريكي بخصوص كوفيد 19». وكان رد الفعل العام متعلقًا بما إذا كان يجب على ودورد نشر ما توصل إليه فورًا بدلًا من انتظار موعد إصدار كتابه؛ ودافع ودورد عن تصرفه هذا. وفي اليوم التالي، يوم 10 سبتمبر، كرر ترمب هذا النقاش العام في تغريدة له: «امتلك بوب ودورد تصريحاتي لعدة أشهر. وإذا كان يرى أنها سيئة للغاية أو خطيرة، لماذا لم ينشرها فورًا في محاولة منه لإنقاذ الأرواح؟» لأن -ترمب يجيب على نفسه- ودورد لم يرَ أي شيء يدعو للانتقاد وقتها؛ وكانت تصريحاته الخاصة: «جيد، ومناسب، وهادئ، ولا تصابوا بالذعر!».
في يوم 13 سبتمبر، في فيديو منشور على موقع فيسبوك، اتهم المتحدث الرسمي لوزارة الصحة والخدمات البشرية (HHS)، مايكل كابوتو، علماء مراكز السيطرة على الأمراض والوقاية منها (CDC) بإثارة «الفتنة» ضد ترمب. وسبَّهم أيضًا واصفًا إياهم بالكسالى. وبعد يومين، اعتذر كابوتو وأخذ إجازة غياب طبية لمدة 60 يومًا.
في يوم 21 سبتمبر، قال ترمب في حشد جامع بولاية أوهايو إن الفيروس «يؤثر حقًا» على المسنين «المصابين بمشاكل في القلب ومشاكل أخرى»، ثم أضاف: «أما من هم تحت سن الثامنة عشر، يمكن القول إنه لا أحد منهم يتأثر بالفيروس». وقال بعد ذلك: «ولكنه لا يؤثر تقريبًا على أي أحد. وهو شيء مدهش».
في يوم 21 سبتمبر، أبلغ الموقع الإخباري ذا ديلي بيست أن ويليامز كروز، وهو مسؤول للشؤون العامة بالمعهد الوطني للحساسية والأمراض المعدية (NIAID)، كان كاتبًا للمنشورات المجهولة على المدونة اليمينية التي وصفت ارتداء أقنعة الوجه بأنه «بيان سياسي» ووصفت أيضًا الطبيب فاوتشي بأنه «نازي الأقنعة الطبية». وفي هذا اليوم، أعلن معهد NIAID عن إحالة كروز للتقاعد.

## تدابير وسياسات التخفيف

### تطبيق القيود
في تعليقه الأول على فيروس كورونا المستجد في خطاب رئيسي، تعهد ترمب في خطابه لحالة الاتحاد يوم 4 فبراير أن «إدارته ستتخذ كافة الخطوات الضرورية لحماية مواطنيها من هذا التهديد». وفي يوم 28 فبراير، صرح ترمب: «إننا نفعل كل ما في وسعنا لمنع العدوى، ومن يحملونها، من دخول البلاد. ولا نملك خيارًا آخر».
في يوم 11 مارس 2020، وبعد إعلان منظمة الصحة العالمية (WHO) أن كوفيد 19 جائحة عالمية، ألقى الرئيس ترمب خطبةً في المكتب البيضاوي. وفي خطبته، صرح ترمب أن إدارته كانت تعمل على «تنظيم القوة الكاملة للحكومة الفيدرالية والقطاع الخاص لحماية الشعب الأمريكي». أعلن ترمب أن الولايات المتحدة كانت «تعلق جميع رحلات السفر من أوروبا إلى الولايات المتحدة خلال الشهر القادم»، باستثناء السفر من المملكة المتحدة، وبما يشمل «الكميات الهائلة من التجارة والبضائع». وضع ترمب أيضًا قائمةً بمقترحات السياسة الاقتصادية التي صُممت لتقديم إعفاء ضريبي للعمال، ولمساعدة المشروعات الصغيرة، ولمواجهة انتشار الفيروس. صرح ترمب أن شركات التأمين «وافقت على التنازل عن جميع المدفوعات المشتركة لعلاجات فيروس كورونا المستجد». وبعد الخطبة، أوضحت شركة خطط التأمين الصحي الأمريكية أن التنازلات ستكون بخصوص الاختبارات التشخيصية فقط، ولن تضم العلاجات، ولكنها ضمت العلاج بحلول يوم 10 مارس. أوضح ترمب أيضًا أن التجارة ما زالت مسموحةً في ظل قيود السفر، وأوضح مسؤولو إدارته أن المواطنين الأمريكيين أو المقيمين الدائمين القانونيين أو عائلاتهم لن يتأثروا بهذه القيود. أثنى ترمب على استجابة إدارته لهذا الفيروس «الأجنبي» بينما كان يصرح أن «عدد كبير من مجموعات العدوى بالولايات المتحدة كانت بسبب المسافرين القادمين من أوروبا». أنهى ترمب خطبته بدعوة منه لتقليل الصراعات الحزبية خلال هذه الجائحة وأثنى على استجابة الشعب الأمريكي لمواجهة الشدائد.
في يوم 16 مارس، أطلق الرئيس ترمب، مع قوة عمل فيروس كورونا، توصيات جديدةً قائمةً على إرشادات مراكز CDC للشعب الأمريكي، بعنوان «خمسة عشر يومًا لإبطاء الانتشار». ضمت هذه التوصيات تعليمات بخصوص التباعد الاجتماعي والنظافة الشخصية، بالإضافة إلى توجيهات للولايات في التعامل مع إغلاقات المدارس، ودور التمريض، والأماكن العامة المشتركة.
في يوم 28 مارس، رفع ترمب من احتمالية تطبيق حجر صحي لمدة أسبوعين على الولايات نيويورك، ونيو جيرسي، و«بعض المناطق المعينة من كونيكتيكت» لمنع السفر من هذه الأماكن إلى فلوريدا. تقتصر سلطة الحجر الصحي الفيدرالية على منع الأشخاص الذين يُعتقد، بشكل كبير، بإصابتهم بمرض معدٍ من دخول البلاد أو عبور حدود الولايات. ولاحقًا في اليوم نفسه، وعقب انتقادات من حكام الولايات الثلاثة، تراجع ترمب عن اقتراح تطبيق الحجر الصحي. وبدلًا من ذلك، أصدرت مراكز CDC توجيه سفر يوصي المقيمين في الولايات الثلاث «بالامتناع عن السفر المحلي غير الضروري لمدة 14 يومًا، على أن يُطبق هذا التوجيه فور صدوره».
في يوم 2 أبريل، صرح أنتوني فاوتشي: «لا أفهم سبب» عدم تطبيق بعض الولايات لأوامر البقاء في المنزل حتى الآن. حتى يوم 3 أبريل، لم تكن هذه الأوامر مطبقةً في الولايات أركنساس، وآيوا، ونبراسكا، وداكوتا الشمالية، وداكوتا الجنوبية، بينما كانت هذه الأوامر مُطبقةً في بعض المناطق بالولايات ألاباما، وميزوري، وأوكلاهوما، وكارولاينا الجنوبية، ويوتا، ووايومنغ، ولكنها لم تُطبق على مستوى كل ولاية بأكملها.
في يوم 16 سبتمبر، وصف بيل بر، النائب العام للولايات المتحدة، الإغلاقات بأنها انتهاك كبير للحقوق المدنية، قائلًا: «بخلاف العبودية، والتي كانت نوعًا مختلفًا من السيطرة على الناس، تعتبر هذه الإجراءات أكبر تدخل في الحريات المدنية في التاريخ الأمريكي». انتقد جيم كليبورن، حامل سوط أغلبية مجلس النواب الأمريكي، هذه المقارنة، مصرحًا: «كان هذا الشيء هو الأكثر سخافةً، والأشد تبلدًا، والأفظع من بين كل ما سمعته على الإطلاق».

### رفع القيود
في 22 مارس، أشار ترمب إلى رغبته في الحد من إجراءات التباعد الجسدي: «لا يمكن أن نجعل العلاج أسوأ من المشكلة نفسها». بعد يوم من تصريحه، ادعى ترمب أن المشاكل الاقتصادية الناشئة من إجراءات التباعد الجسدي ستسبب «حالات انتحار بالآلاف» و«ربما وفيات أكثر» من التي يسببها الفيروس. صرح الرئيس أن الولايات المتحدة «ستفتح اقتصادها قريبًا» في غضون أسابيع.
في 24 مارس، أعرب ترمب عن هدفه برفع القيود بحلول 12 أبريل «إذا كان هذا جيدًا»، إذ يصادف هذا التاريخ عطلة عيد الفصح، «وستحظون بكنائس ممتلئة في جميع أنحاء البلاد». أشار استطلاع لاقتصاديين بارزين أجرته جامعة شيكاغو إلى أن رفع إجراءات الإغلاق الاقتصادي باكرًا سيؤدي إلى ضرر اقتصادي أكبر من الإبقاء عليها. رأى باحثون في مجالي الاقتصاد والقانون أن الإغلاق مبرر بناءً على تحليل التكلفة والفائدة. في حلقة برنامج شان هانيتي المذاعة بتاريخ 26 مارس، صرح ترمب أن لديه خططًا لتصنيف الولايات وفق خطورة كوفيد-19، وقد يسمح برفع الإجراءات على أساس إقليمي.
ورغم تصريحه في موجز سابق أنه يفضل أن تتحكم كل ولاية بتخفيف الإجراءات لديها لأن هذا متوافق مع الدستور، ادعى ترمب في الموجز الصادر في 13 أبريل أن لديه سلطةً مطلقةً تمكنه من رفع القيود، قائلًا إن «رئيس الولايات المتحدة لديه السلطة لفعل ما تمنحه إياه سلطته، وهي سلطة قوية جدًا. رئيس الولايات المتحدة يستلم زمام الأمور هنا». بعد ثلاثة أيام، تراجع ترمب عن موقفه، وأكد لحكام الولايات أنهم سيتخذون قراراتهم بأنفسهم.
في 17 أبريل، نشر ترمب على تويتر يدعو إلى تحرير ولاية ميشيغان وفيرجينيا ومينيسوتا من القيود الصحية دعمًا لاحتجاجات ناهضت الاستجابات الصحية وأوامر البقاء في المنزل التي أصدرها الحكام الديموقراطيون لهذه الولايات (ومنها احتجاج مدينة لانسنغ في ميشيغان). نشر ترمب تغريداته بعد بث برنامج أميريكا نيوز روم على فوكس نيوز مقطعًا يغطي هذه الاحتجاجات، مظهرًا أن ذلك رد فعل مباشر على البرنامج (كما هو الحال مع برامج فوكس نيوز الأخرى، مثل فوكس والأصدقاء). في وقت لاحق من ذاك اليوم، تساءل مراسل فيما إذا كان ترمب يعتقد أن على هذه الولايات إنهاء أوامر البقاء في المنزل. أجاب ترمب: «لا، لكنهم بالغوا في ما فعلوه». عندما سؤل ترمب إذا كان قلقًا من انتشار فيروس كورونا دون قصد نتيجة تجمعات المحتجين، أجاب إن المحتجين «يبدون ناسًا مسؤولين جدًا». قبل يوم واحد، علق ترمب: «يبدو أن هؤلاء المحتجين يحبونني ويحترمون هذا الرأي، ورأيي هو ذاته رأي الحكام، فجميعهم يريدون فتح الاقتصاد. لا أحد يريد استمرار الإغلاق، لكنهم يريدون إعادة الافتتاح بأمان، وأنا كذلك».
في 17 أبريل، أطلق البيت الأبيض مخطط «افتتاح أمريكا من جديد». لاحقًا في 13 مايو، أفادت وكالة الأنباء الأمريكية أسوشيتد برس أن مركز مكافحة الأمراض واتقائها (سي دي سي) ألف كتيبًا إرشاديًا حول رفع القيود، لكنه لم يُنشر للعموم. كان الاختلاف بين توصيات سي دي سي والبيت الأبيض أن توصيات المركز كانت أكثر نوعيةً وتقييدًا من توصيات البيت الأبيض. أوصت خطة البيت الأبيض بـ «إمكانية استئناف السفر غير الضروري» بعد 28 يومًا متتاليًا من انخفاض عدد إصابات كوفيد-19، بينما تقول خطة سي دي سي إن استئناف السفر غير الضروري قد يكون ممكنًا فقط بعد 42 يومًا متتاليًا من انخفاض عدد الحالات. تضع خطة سي دي سي في حسبانها أن عدد حالات كوفيد-19 سيرتفع غالبًا عند رفع القيود، وستحتاج السلطات المحلية لمراقبة مجتمعاتها بصرامة، لكن خطة البيت الأبيض لا ترى ذلك. تقدم خطة البيت الأبيض توصيات غير نوعية لحماية «العمال في الصناعات الحرجة» و«الأكثر احتمالًا للإصابة»، بينما توصي خطة سي دي سي باستخدام المعلومات الديموغرافية لكشف الأماكن التي يرجح فيها الارتفاع الأسرع في عدد الإصابات.
في 20 أبريل، حذر فاوتشي من الاحتجاجات ضد أوامر البقاء في المنزل التي قد تعطي نتائج عكسية إذا حدثت ذروة في الإصابات بعد رفع القيود باكرًا. عارض فاوتشي الاحتاجات، مصرحًا: «إذا لم نتحكم بانتشار الفيروس، لن نصل إلى التعافي الاقتصادي الحقيقي». في الأول من مايو، وصف ترمب محتجي ميشيغان ضد أوامر البقاء في المنزل أنهم «أناس جيدون جدًا» و«غاضبون». أدخل بعض هؤلاء المحتجين بنادق إلى كابيتول ولاية ميشيغان. دعا ترمب حاكمة ولاية ميشيغان غريتشن ويتمر إلى «عقد اتفاق» مع المحتجين. في الثالث من مايو، صرحت ديبورا بيركس، منسقة فرقة عمل فيروس كورونا في البيت الأبيض، إنه «من المقلق بشدة» عدم ارتداء بعض المحتجين في أنحاء البلاد أقنعة وجه وعدم التزامهم بالتباعد الاجتماعي. حذرت بيركس قائلةً إن المتظاهرين قد «يعودون إلى منازلهم مصابين بالعدوى لينقلوها إلى جداتهم وأجدادهم الذين يعانون من حالات مرضية مرافقة».
طور مركز مكافحة الأمراض واتقائها كتيبًا إرشاديًا مفصلًا يزيد عن 60 صفحةً يتناول إعادة افتتاح الاقتصاد. شمل هذا الكتيب «مخططات قرارات شجرية» تساعد أصحاب الأعمال على تقدير مدى سلامة إعادة الافتتاح. سعى سي دي سي إلى الحصول على موافقة البيت الأبيض لنشر إرشاداته، متوقعًا نشرها في الأول من مايو. سُمي الملف «المرشد لتنفيذ إطار عمل إعادة افتتاح أمريكا». لكن مكتب المعلومات والشؤون التنظيمية في البيت الأبيض (أو آي آر إيه) أبلغ سي دي سي أن لا إمكانية لنشره. طلب البيت الأبيض أن يحدد الملف صراحةً «متى» ستحدث إعادة الافتتاح و«كيفية» حماية الصحة؛ لم يقبل البيت الأبيض مخططات اتخاذ القرار الشجرية التي تحدد إمكانية إعادة الافتتاح. تسرب قسم من كتيب سي دي سي (17 صفحة) في السابع من مايو، وعُرف الباقي في الثامن من مايو.
بعد تحذير أنتوني فاوتشي من التعجل في إعادة افتتاح المدارس، أجاب الرئيس ترمب في 13 مايو إنه كان «متفاجئًا» من تعليقات فاوتشي، وصرح إنه «جواب غير مقبول». اتهم ترمب فاوتشي أنه يريد «أن يلعب على جميع الأصعدة»، وصرح إن «المدارس ستفتح أبوابها»، بينما «الأمر الوحيد المقبول هنا» هو تأجيل عودة الطلاب الأكبر عمرًا عدة أسابيع. رأى ترمب أن الطلاب كانوا في «هيئة ممتازة» والإحصاءات التي تتعلق بإصابتهم بكوفيد-19 «رائعة جدًا». اعترف ترمب أن شيئًا ما قد يحدث للطلبة، لكنه أكد أن «بالإمكان أن تُقل التلاميذ إلى المدرسة وتحدث أشياء سيئة لهم أيضًا».
في 8 يوليو، أعرب ترمب عن نيته بالضغط على حكام الولايات للتأكيد على افتتاح المدارس للحضور الشخصي في الفصل التالي وإلا «سيقطع التمويل»، مدعيًا أن الديمقراطيين أرادوا إبقاء المدارس مغلقةً لأسباب سياسية تتعلق بالانتخابات. انتقد ترمب أيضًا إرشادات مركز مكافحة الأمراض واتقائها المتعلقة بالمدارس كونها «صعبةً ومكلفةً». في الموجز الإخباري اليومي، أعلن مايك بينس بعد تصريح ترمب الأخير أن سي دي سي «]ستصدر[ مجموعةً جديدةً من الوسائل تشمل خمسة ملفات جديدةً تضفي المزيد من الوضوح على الإرشادات مستقبلًا». في اليوم التالي، صرح مدير سي دي سي روبرت ريدفيلد إن هذه الملفات ستكون مكملةً للكتيب الإرشادي الحالي، منكرًا الاتهامات التي تقول إنهم يعدلونه كليًا بسبب ضغط ترمب.
في أغسطس، أصبح سكوت أطلس عالم الأشعة العصبي في معهد هوفر مستشار الجائحة في البيت الأبيض. دعم أطلس رفع القيود وترك الفيروس ينتشر، مع الاستمرار بحماية بعض الناس المعرضين للخطر (مثل القاطنين في دور التمريض)، وبهذا يطور أغلب السكان «مناعة القطيع». 

### ارتداء أقنعة الوجه
في الثالث من أبريل، بعد إصدار مركز مكافحة الأمراض واتقائها توصيات ارتداء أقنعة الوجه غير الطبية في الأماكن العامة للمساعدة على الحد من انتشار القطيرات التنفسية التي تنقل كوفيد-19، صرح ترمب في الموجز اليومي إنه شخصيًا لن يلتزم بالتوصيات، وأكد أنها مجرد توصية.
في مايو 2020، لم يرتد ترمب قناع الوجه في أثناء ظهوره الصحفي في مصنع هانيويل المنتج للأقنعة، وكذلك في مصنع شركة فورد في يبسيلانتي، ميشيغان، في 21 مايو. في مصنع فورد، ارتدى ترمب القناع، لكنه خلعه قبل ظهوره على الإعلام؛ مدعيًا أنه «لا يريد منح الصحافة متعة» رؤيته يرتدي قناعًا.
بعد هذه الزيارة، أعلنت النائب العام عن ولاية ميشيغان دانا نيسيل إصدارها تحذيرًا لشركة فورد لانتهاكها التعليمات الصحية في الولاية التي تنص على ارتداء الأقنعة في جميع الأماكن العامة المغلقة. انتقدت نيسيل ترمب أيضًا على تويتر، ودعته بالـ «طفل المشاكس»، قائلةً إنه كان قدوةً سيئةً للبلاد في تطبيق القواعد، وعرض عمال المصنع للخطر. وردًا على ذلك، عاقب ترمب نيسيل لأنها «صبت غضبها وغبائها» على شركة فورد، وقال إن الشركة قد تكون «استاءت من تصريحاتك وتفكر في مغادرة الولاية، مثل العديد من الشركات الأخرى – إلى أن قدمت إلى ميشيغان وأعدت إليها أعمالها».
في 26 مارس، قال ترمب إنه كان «غريبًا جدًا» أن يرتدي جو بايدن قناع وجه في أثناء ظهوره على العلن في مراسم يوم الذكرى، لأنه «كان يقف خارجًا مع زوجته، في ظروف مثالية، في طقس مثالي». قال ترمب أيضًا إن «هذا مفهوم» و«لم أكن أنتقد بايدن». شارك ترمب أيضًا تغريدةً على تويتر نشرها بريت هيوم معلق قناة فوكس نيوز يسخر من زي بايدن. رد بايدن في مقابلة بقوله «يُفترض أن يقود الرؤساء دولهم لا أن ينغمسوا في الحماقات والتصرفات غير الناضجة». في ذلك اليوم أيضًا، طلب ترمب من صحفي نزع قناعه بينما يوجه الأسئلة. رفض الصحفي ذلك، قائلًا إنه سيرفع صوته. رد ترمب باتهام الصحفي أنه يريد أن يكون «محقًا من الناحية السياسية».
في مقابلة مع قناة فوكس بيزنس في الأول من يوليو، صرح ترمب أنه كان «يدعم ارتداء الأقنعة كليًا» وأنه سيرتديها في الأماكن العامة إذا كان التباعد الاجتماعي غير ممكن، لكنه لا يواجه عادةً مواقف كهذه، وتساءل عن جدوى الإلزام بارتداء الأقنعة في الأماكن العامة على الصعيد الوطني، لأنها ستُطبق في «أماكن ضمن البلاد حيث يلتزم الناس بالتباعد لمسافات كبيرة» بالفعل. في مقابلة مع سي بي إس نيوز بتاريخ 14 يوليو، ألح ترمب على الأمريكيين أن يرتدوا الأقنعة «عند الضرورة».
في 20 يوليو، نشر ترمب صورةً لنفسه على تويتر يرتدي القناع، مصرحًا إن «العديد من الناس يقولون إن ارتداء قناع الوجه عمل وطني عندما يتعذر تطبيق التباعد الاجتماعي»، ونصح السكان بذلك في البث الموجز في اليوم التالي.
في أحد تجمعاته الانتخابية في الثالث من سبتمبر، سخر ترمب مجددًا من جو بايدن لارتدائه القناع في أثناء ظهوره في الحملة، وسأل الحشود: «هل رأيتم من قبل رجلًا يحب القناع بمقدار بايدن؟» واستمر بقوله «لو كنت طبيبًا نفسيًا، سأقول إن هذا الرجل لديه مشاكل كبيرة».
في تجمع حملته الانتخابية في ميشيغان في العاشر من سبتمبر، غردت كيسي غراي مراسلة نيويورك تايمز على تويتر قائلةً إنها «لم تشاهد الكثير من أقنعة الوجه» بين الحشود. بعد عشرين دقيقة، أخرجها مسؤولو حملة ترمب، وغردت: «لقد طُردت للتو من مسيرة ترمب».

## الاختبارات
في 21 فبراير، أنكرت نانسي ميسونير، مديرة المركز الوطني للأمراض المناعية والتنفسية، وجود «تأخير في إجراء الاختبارات». وكذلك فعل أليكس عازار وزير الصحة في أثناء شهادته في مجلس الشيوخ في 25 فبراير، إذ أنكر وجود عيوب في اختبار كوفيد-19 الذي طوره مركز مكافحة الأمراض واتقائها (الذي كان معيبًا في الحقيقة)، وتباهى بدلًا من ذلك باعتبار استجابة سي دي سي للجائحة «استجابةً تاريخيةً».
في الرابع من مارس، ألقى ترمب اللوم على إدارة باراك أوباما لاتخاذها «قرارًا» أدى إلى تأخير إدارة ترمب إجراء اختبارات كوفيد-19 دون التدقيق في اتهامه، مصرحًا أن إدارته «تراجعت عن تلك ]القاعدة[ قبل أيام قليلة لذا يمكن إجراء الاختبارات بطريقة أدق وأسرع لتقديم اختبارات مشخصة للشعب الأمريكي في وقت قصير». في ذلك اليوم أيضًا، تبنى روبرت ريدفيلد مدير سي دي سي ادعاءً خاطئًا يقول إن إدارة أوباما عدلت سياستها لتبدأ تنظيم فحوصات مطورة مخبريًا. في الحقيقة، لم تُعدل إدارة أوباما السياسات المعنية بالاختبارات مطلقًا، رغم وجود خطط لذلك. تعود الجذور القانونية لهذه السياسات إلى عام 2004 أي قبل إدارة أوباما.
تبعًا لتصريح الاستخدام الطارئ، تعتبر القوانين القديمة أن الفحوص المطورة مخبريًا «ممنوعة من الاستخدام لأغراض سريرية دون موافقة إدارة الأغذية والأدوية (إف دي إيه) أو الحصول على الترخيص أو التفويض في أثناء إعلان حالة الطوارئ». لكن هذه السياسة عوملت تاريخيًا على أنها توصيات غير مفروضة عمومًا، مع غياب سلطة قانونية واضحة لإدارة الأغذية والأدوية في هذا المجال. استمرت إدارة ترمب بالطلب من المختبرات أن يحصلوا على موافقة الإف دي إيه، لكنها سمحت لهم بإجراء الاختبارات بينما تعالج إف دي إيه هذه الطلبات.
في الخامس من مارس، اعترف مايك بنس نائب الرئيس الأمريكي وقائد فريق التصدي لفيروس كورونا أنهم «لا يملكون ما يكفي من الاختبارات» لتلبية الطلب المستقبلي المتوقع؛ جاء هذا الإعلان بعد ثلاثة أيام فقط من تعهد ستيفن هان مفوض إدارة الأغذية والأدوية بإنتاج نحو مليون اختبار في الأسبوع. في اليوم التالي، عارض أليكس عازار وزير الصحة والخدمات البشرية بنس إذ قال: «لا يوجد نقص في معدات الاختبار، ولم يكن موجودًا أبدًا». في السادس من مارس، بالغ ترمب في وعوده بتوفير اختبارات كوفيد-19 في الولايات المتحدة، مدعيًا أن: «أي أحد يريد إجراء الاختبار يستطيع ذلك». أولًا، هناك معايير مطلوبة لنوعية الاختبار، وتوصيات من قبل الأطباء أو المسؤولين الصحيين للموافقة على الاختبار، وثانيًا، نتج عن نقص الاختبارات حرمان البعض من إجرائها رغم رغبة الأطباء في اختبارهم.
في 13 مارس، سؤل ترمب عن توليه مسؤولية العجز في استجابة البلاد للجائحة، فأجاب:«لا أتحمل أي مسؤولية على الإطلاق».
في 30 مارس، ادعى ترمب أن إدارته «ورثت اختبارًا معيبًا» لكوفيد-19، «وهذا لم يكن بسببنا، بل هو موجود منذ فترة طويلة» وفق تعبيره. كان هذا الادعاء بعيدًا عن المنطق لأن الإدارات السابقة لم يكن بمقدورها تحضير اختبار للمرض الذي لم يكن موجودًا أساسًا. ظهر مرض كوفيد-19 في فترة رئاسة ترمب في نهاية 2019. صُمم الاختبار في 2020 من قبل مركز مكافحة الأمراض واتقائها تحت إدارة ترمب. أعاد ترمب ادعاءه الخاطئ في مناسبات عديدة، قائلًا على سبيل المثال إن «سي دي سي لديه اختبارات قديمة» (لشبكة أخبار ون أميريكا في 19 أبريل)، و«هذه الاختبارات كانت معيبة» (لقناة إيه بي سي نيوز في الخامس من مايو).
في أوائل أبريل، نشر مكتب المفتش العام في وزارة الصحة والخدمات البشرية تقريرًا يفيد أن مشافي الولايات المتحدة في أواخر مارس أبلغت عن «نقص شديد في معدات الاختبار» بما فيها «المسحات الأنفية وأوساط نقل الفيروس والكواشف المستخدمة في التحري عن الفيروس». أبلغت المستشفيات أيضًا عن «انتظارها أحيانًا كثيرةً لسبعة أيام أو أكثر للحصول على نتائج الاختبارات».
في 21 أبريل، صرح ترمب أن إجراء اختبارات كوفيد-19 في الولايات المتحدة «جيد في بعض الحالات، وسيئ في أخرى». في الأول من مايو، تباهى ترمب بأن إدارته «حلت جميع المشكلات...سريعًا»، بما فيها «مشكلة الاختبارات».
في 6 مايو، قال ترمب إنه «إذا قامت الولايات المتحدة بإجراء القليل من الاختبارات، لن يكون لدينا أكبر عدد من الحالات، لذا إذا أجرينا جميع هذا الاختبارات سنظهر أنفسنا بمظهر سيئ». التقى ترمب مع مجموعة من الممرضات في ذلك اليوم أيضًا. لم ترتد المجموعة أقنعة الوجه، ولم تطبق التباعد الاجتماعي بحجة أن الجميع سلبي اختبار كوفيد-19. في تلك الأثناء، صرحت كايلي ماكيناني المتحدثة الصحفية باسم البيت الأبيض أن «من الهراء أن يحتاج كل شخص في الولايات المتحدة إلى إجراء الاختبار». وقعت ماكيناني في مغالطة رجل القش عند تصريحها «يجب أن نعيد اختبارهم بعد ساعة، ونكرر الأمر بعد ساعة أخرى».
في الثامن من مايو، ظهر اختبار فيروس كورونا إيجابيًا لدى كاتي ميلر إحدى كبار موظفي الجناح الغربي، واستخدمها ترمب مثالًا ليدعي أن «مفهوم الاختبارات بأسره ليس بتلك العظمة» وأضاف: «نتائج الاختبارات كانت رائعة، لكن قد يحدث شيء ما بين نتيجة اختبار جيدة وحدث مفاجئ. لم تكن كاتي مصابةً حديثًا وكانت نتيجة اختبارها سلبية، ثم أعتقد أنها اليوم أصيبت لسبب ما».
في 11 مايو، ادعى ترمب خلال مؤتمر صحفي أن قدرة البلاد على إجراء الاختبارات «منقطعة النظير ولم يقترب منها أي بلد في العالم». عندما اتهمت ويجيا جيانغ مراسلة سي بي سي الأمريكية من أصول صينية ترمب أنه يحاول معاملة عدد الاختبارات المجراة على أنها «منافسة» رغم حصيلة الوفيات في الولايات المتحدة، أجاب ترمب «حسنًا، إنهم يخسرون أرواحهم في كل مكان في العالم، ربما يجدر بك توجيه هذا السؤال إلى الصين». عندما اتهمت جيانغ ترمب أنه يقول ذلك واضعًا إياها تحديدًا في ذهنه، أجاب ترمب «أنا لا أوجه كلامًا مخصوصًا لأي أحد، بل أقوله لأي أحد يسألني سؤالًا كريهًا كهذا».
في الرابع من يونيو، شجع روبيرت ريدفيلد مدير سي دي سي المشاركين في احتجاجات جورج فلويد على إجراء اختبارات كوفيد-19، خصوصًا الذين احتجوا في المناطق المدنية الكبرى.
في أحد التجمعات الانتخابية في 20 يوليو في مدينة تلسا، أوكلاهوما، قال ترمب في خطابه إن ازدياد الاختبارات يقف وراء ارتفاع عدد الحالات في الولايات المتحدة. ادعى أيضًا أنه قال للمسؤولين «خففوا وتيرة إجراء الاختبارات، رجاءً»، وبذلك قد ينخفض عدد الحالات. صرح مستشار البيت الأبيض بيتر نافارو بعد خطاب ترمب أن هذا التعقيب كان «على سبيل الهزل». في 22 يونيو، أجاب ترمب على سؤال مراسل حول هذا البيان بقوله «أنا لا أمزح، دعني أخبرك فقط». في مقابلة مع سي بي سي نيوز بُثت في وقت لاحق من ذاك اليوم، صرح ترمب أن التعقيب كان «نصف هزلي»، وأنكر أنه أمر المسؤولين بتخفيض عدد الاختبارات، لكنه أقر أنه ناقش إمكانية فعل ذلك مع «المقربين منه». قال ترمب إن إنقاص الاختبارات سيجعل الولايات المتحدة تبدو «أنها تبلي بلاءً أفضل بكثير»، لكنه أضاف «لن أفعل ذلك، لكن سأقول هذا: نحن نجري اختبارات أكثر بكثير من البلدان الأخرى بطريقة تجعلنا نبدو بمظهر سيئ، لكننا نفعل الصواب». بعد هذا التجمع الانتخابي، استمر ترمب بالادعاء أن زيادة الاختبارات مسؤولة عن ازدياد عدد الحالات.
في 24 أغسطس، تغيرت الإرشادات التوجيهية لإجراء الاختبارات على صفحة الويب الخاصة بسي دي سي تمامًا عن التوصيات القديمة التي تقول «يوصى بإجراء الاختبار» لأي أحد اختلط بشخص مصاب بكوفيد-19، لتصبح التوصيات الجديدة أن هؤلاء المخالطين لا يحتاجون لإجراء الاختبار إذا لم تظهر عليهم الأعراض. أعرب العديد من الخبراء عن مخاوفهم من الإرشادات الجديدة لأن الناس قد يصبحون معديين حتى دون أن تظهر عليهم الأعراض، وإجراء الاختبارات الباكرة للناس المعرضين يُعد ضروريًا لتتبع الفيروس وكبح انتشاره.
في 17 سبتمبر، وضعت فرقة العمل المعنية بفيروس كورونا في البيت الأبيض إرشادات جديدةً أدرجها مسؤولون في وزارة الصحة والخدمات البشرية على موقع الإنترنت الخاص بمركز مكافحة الأمراض واتقائها رغم اعتراضات علماء المركز. وُضع ملف في شهر يوليو حول «أهمية إعادة افتتاح المدارس» على موقع المركز أيضًا من قبل وزارة الصحة بدلًا من علماء المركز. قال مديران سابقان لسي دي سي إن فكرة نشر أصحاب المناصب السياسية وأناس من خارج المجتمع العلمي معلومات على موقع المركز أمرمثير للقشعريرة» ويقوض مصداقية المؤسسة. في 18 سبتمبر، نُقحت الإرشادات الجديدة للتأكيد على أن كل المخالطين لأشخاص مصابين عليهم إجراء الاختبار.

## المعدات الطبية
في أواخر فبراير تقريبًا، حذر ستيفن هان، رئيس إدارة الغذاء والدواء، من عرقلة وصول الإمدادات الطبية الوطنية بسبب تفشي المرض.
في 16 مارس، تحدث ترمب إلى حكام الولايات بشأن المعدات الطبية من واقيات تنفسية وأجهزة تنفس صناعي، قائلًا: «سندعمكم، لكن حاولوا تأمينها بأنفسكم أيضًا». في 24 مارس، قال ترمب إن حكام الولايات الذين يريدون المساعدة من الحكومة الفيدرالية «يجب أن يعاملوها جيدًا، أيضًا»، لأن الأمر «طريق ذو اتجاهين»؛ وحذر حكام الولايات المطالبين «بالحصول على هذا وذاك». قال ترمب إن حاكم ولاية واشنطن، جاي إنسلي، «لا يجب أن يعتمد على الحكومة الفيدرالية»؛ ورد إنسلي بأن الرئيس يجب أن يصدر قانون «تعبئة وطنية للقاعدة الصناعية في البلاد» لإنتاج الإمدادات الطبية.
في 27 مارس، قال ترمب إن الحكام يجب أن «يقدروه»، ويقدروا إدارته، ونائب الرئيس، ووكالة إدارة الطوارئ الفيدرالية، وكتائب الجيش، والعديد من الوكالات الأخرى. قال ترمب «هؤلاء الناس رائعون. إنهم يعملون على مدار الساعة. لا أعتقد أن مايك بنس ينام حتى». قال ترمب إنه نصح نائب الرئيس مايك بنس، قائلًا: «إذا لم يعاملوك معاملة صحيحة، فلن أتصل بهم»، وأضاف: «مايك، لا تتصل بحاكم واشنطن، أنت تضيع وقتك معه، ولا تتصل بالمرأة في ميشيغان، أو أي منهم، أيًا يحدث لن يصنع ذلك أي فرق». أضاف ترمب أن بنس سوف يتصل بهم على أي حال. ردت حاكمة ولاية ميشيغان، التي قالت سابقًا أن «الحكومة الفيدرالية لم تأخذ هذا الأمر على محمل الجد مبكرًا بما فيه الكفاية»، أن ولايتها ما تزال بحاجة إلى معدات الحماية الشخصية وأجهزة التهوية والأقنعة وأدوات الاختبار. في 29 مارس، نفى ترمب أنه طلب من بنس عدم الاتصال بحكام معينين، قائلًا: «أنا لا أوقف بنس».
حول توزع الإمدادات الطبية، أدلى ترمب بادعاءات لا أساس لها تفيد أن «العديد من الولايات مليئة بالمخزون»، وتتواجد فيها مستشفيات معينة «تمتلك أجهزة التنفس الصناعي، ولا تريد التخلي عنها». شكك ترمب أيضًا في الزيادة الهائلة في الطلب على الأقنعة أثناء الجائحة واقترح أن سبب النقص هو «تهريب الأقنعة». كدليل، أشار البيت الأبيض إلى دعوة كومو في أوائل مارس لاستجواب الأشخاص الذين يسرقون المعدات الطبية. على الرغم من ورود تقارير عن سرقات صغيرة لمطهرات اليد والقفازات والأقنعة في جميع أنحاء البلاد، رفضت مستشفيات كومو ونيويورك مزاعم ترمب.
في 3 أبريل، صرح جاريد كوشنر، صهر ترمب ومستشاره، بخصوص الإمدادات الطبية قائلًا: «إن ما يحدث في البلاد حاليًا هو أن الكثير من الناس يطلبون أشياء لا يحتاجونها بالضرورة في الوقت الحالي... لديك حالات تنفذ فيها أجهزة التنفس الصناعي في المدن، ولكن يبقى لدى الولاية مخزون منها. من المفترض أن مفهوم المخزون الفيدرالي يعني أنه أيضًا مخزوننا؛ وليس مخزون الولاية المخصص لتستخدمه لاحقًا».
في الوقت الذي أدلى فيه كوشنر بملاحظاته، تناقضت أقواله مع موقع وزارة الصحة والخدمات الإنسانية، الذي وصف المخزون الفيدرالي على النحو التالي: «المخزون الوطني الاستراتيجي هو أكبر مصدر للأدوية والمستلزمات الطبية المنقذة للحياة والتي تستخدم في حالات الطوارئ الصحية العامة الشديدة الكافية للتسبب بنفاذ الإمدادات المحلية. حين يطلب الأفراد المعنيون بالاستجابة للوباء التابعون للولاية والمحليون وأفراد القبائل والإقليميون مساعدة فيدرالية لدعم جهود الاستجابة، يضمن المخزون وصول الأدوية والإمدادات المناسبة إلى أكثر من يحتاجها في حالات الطوارئ».
بعد أن أدلى كوشنر بتصريحاته، تغير وصف الموقع بعد أن أبلغ الصحفيون عن وجود تناقض. نص الوصف الجديد على أن: «دور المخزون الوطني الاستراتيجي يأتي كمكمل للإمدادات الحكومية والمحلية أثناء حالات الطوارئ الصحية العامة. تمتلك العديد من الولايات إمدادات مخزنة أيضًا. يمكن استخدام مخزون الإمدادات والأدوية والأجهزة الخاصة بالرعاية المنقذة للحياة لسد الفجوة مؤقتًا حين لا يتوافر الإمداد الفوري بكميات كافية من هذه المواد».
في أبريل ووصولًا إلى مايو، قدم ترمب عدة ادعاءات كاذبة تفيد أن إدارة أوباما تركت له «مخزونًا ضئيلًا» أو «فارغًا». أفادت الأكاديميات الوطنية للعلوم والهندسة والطب أن المخزون الوطني الاستراتيجي للإمدادات الطبية في عام 2016 ضم مواد بقيمة 7 مليارات دولار، وتواجد أكثر من 900 نوع. زار مراسل الإذاعة الوطنية العامة، نيل غرينفيلدبويس، أحد مستودعات المخزون الوطني الاستراتيجي في يونيو 2016، وووصفه قائلًا: «إن الرفوف المليئة بالأشياء عالية الارتفاع لدرجة أن النظر إليها يصيبني بالدوار». في نوفمبر 2019، صرح مدير المخزون آنذاك، غريغ بوريل، أن قيمة المخزون تقدر بنحو 8 مليارات دولار. بعد تقاعده في يناير 2020، صرح بوريل أن المخزون «لم يتلق أموالًا لاستبدال الأقنعة ومعدات الحماية ومضادات الفيروسات» التي استخدمت خلال جائحة إنفلونزا الخنازير عام 2009 في الولايات المتحدة. قال بوريل إنه بسبب محدودية الأموال، اختار المسؤولون عن المخزون «الاستثمار في الأدوية المنقذة للحياة التي لن تكون متاحة من أي مصدر آخر، بالكمية المطلوبة وفي الوقت المناسب». ذكرت وكالة أسوشيتيد برس أن إدارة ترمب نفسها «انتظرت حتى منتصف مارس 2020» قبل أن تبدأ بشراء كميات كبيرة من أقنعة الوجه وأجهزة التنفس الصناعي وغيرها من المعدات الطبية.
في أوائل أبريل أيضًا، أصدر مكتب المفتش العام التابع لقسم الصحة والخدمات الإنسانية الأمريكي تقريرًا يذكر فيه أن المستشفيات الأمريكية أبلغت في أواخر مارس أن إقامة المرضى لفترة طويلة في المشفى في انتظار نتائج الاختبارات شكّلت عبئًا على الموارد الأخرى، مثل أسرة المستشفيات ومعدات الحماية الشخصية والموظفين. تواجد «نقص كبير» في معدات الحماية الشخصية، و«نقص في الإمدادات والمواد واللوجستيات الأساسية»، بما في ذلك مسربات العلاج الوريدي والمواد الغذائية.
في الأول من مايو، تفاخر ترمب بأن إدارته «حلت كل المشاكل ... بسرعة»، بما في ذلك «الأقنعة وكل الأشياء الأخرى»، و«وفرت جهاز تنفس صناعي لكل مريض محتاج». دافع ترمب عن قضية إعادة انتخابه في المؤتمر الوطني للحزب الجمهوري في 27 أغسطس، قائلًا: «لم يُحرم أي أمريكي من جهاز تنفس صناعي حين احتاجه، وهذه معجزة».

## تقييم استجابة الولايات المتحدة
في 26 فبراير، ذكر ترمب أن الولايات المتحدة «مستعدة كامل الاستعداد لهذا الأمر، بل لأي شيء»، حتى لو حدث «تفشٍ بنسب أكبر». في 28 فبراير، اتهم ترمب الديمقراطيين بمحاولة تسييس تفشي المرض، مشيرًا إلى أن انتقاد استجابة إدارته كان «خدعتهم الجديدة»، وذلك على نحو مماثل للتحقيق الروسي وعزله. في منتصف شهر مارس، حين طلب منه أحد الصحفيين «تقييم استجابته لهذه الأزمة» على «مقياس من 1 إلى 10»، أجاب ترمب أنه سيعطي نفسه «10».
أقر فوسي في 12 مارس بأن نظام الولايات المتحدة باء «بالفشل» إذ لم يحقق القدر المطلوب من اختبارات فيروس كورونا؛ أوضح فوسي لاحقًا أنه آمن بوجوب الاستعانة بالقطاع الخاص عاجلًا لتدارك النقص.
في أواخر مارس، صرح ترمب: «لا أعتقد أنني كنت سأبلي بلاء أفضل (في الاستجابة لتفشي المرض) لو لم أُعزل. لا أعتقد أنني كنت سأتصرف تصرفًا مختلفًا، أو لا أعتقد أنني كنت سأتصرف بشكل أسرع». في أوائل أبريل، صرح ترمب: «لم يكن بإمكاني أن أُبلي بلاءً أفضل»، حتى لو لم ير مذكرة يناير من مستشاره، بيتر نافارو، التي حذرت من خطر التفشي.
في أوائل أبريل، ادعى ترمب أن تقرير الحكومة الفيدرالية بشأن نقص الإمدادات الطبية في المستشفيات كان «خاطئًا»، وواصل حديثه قائلًا إنه «ملف مزيف آخر». أشار ترمب إلى أن كاتبة التقرير، كريستي غريم، «أمضت 8 سنوات تحت إدارة أوباما» (انضمت غريم إلى المكتب عام 1999، أي أنها عملت أيضًا في إدارتين قبل تولي أوباما الرئاسة). أصر ترمب على أن التقرير كان مبنيًا على «رأي» غريم الشخصي على الرغم من إخباره أن المكتب أجرى مقابلات مع 323 مستشفى خلال إعداد التقرير. تولت غريم واجبات القائم بأعمال المفتش العام للصحة، حين كان منصب المفتش العام للصحة شاغرًا. في مايو 2020، رشح ترمب جيسون وييدا ليكون المفتش العام الدائم، وانتظر موافقة مجلس الشيوخ الأمريكي. بحسب متحدثة باسم الوزارة، تقرر أن تبقى غريم في منصبها الأصلي كنائبة رئيسية للمفتش العام للصحة.
في منتصف أبريل، صرح فوسي أنه لو بدأت الإدارة «بالتخفيف في وقت مبكر»، كان من الممكن إنقاذ المزيد من الأرواح، و«لن ينكر أحد ذلك». مع ذلك، أوضح فوسي أن اتخاذ القرار بشأن تنفيذ تدابير التخفيف كان «معقدًا»، و«حصل الكثير من التراجع بشأن إغلاق الأمور في ذلك الوقت». قوبلت تعليقات فوسي بردٍ عدواني من المرشحة الجمهورية السابقة للكونغرس ديانا لورين. أعاد ترمب تغريد رد لورين، والذي تضمن دعوة إلى طرد فوسي، ما أثار قلق العامة. نتيجة لذلك، نفى البيت الأبيض طرد ترمب لفوسي، وألقى اللوم على وسائل الإعلام في المبالغة في رد الفعل. مع ذلك، عاد فوسي إلى ظهوره التلفزيوني مجددًا في مايو. في 1 يوليو، أعاد ترمب تغريد استطلاع غير علمي على وسائل التواصل الاجتماعي أجرته منظمة آيه سي تي فور أمريكا تفيد أن مستخدمي تويتر، الذي خُيروا بين ترمب وفوسي، يثقون بترمب أكثر من فوسي.
في أواخر أبريل، أعلن مستشار ترمب وصهره، جاريد كوشنر، أنه استجابة للوباء «ارتقت الحكومة الفيدرالية إلى مستوى التحدي، وصنعت قصة نجاح عظيمة». سخر المسؤولون في الإدارات السابقة من ادعاءات كوشنر، وذكروا أن ما يقارب 60 ألف حالة وفاة في أمريكا آنذاك لا يمكن أن توصف على أنها قصة نجاح. في تصريحات أخرى، ذكر كوشنر أنه يجب على الناس ألا يسألوا عن سبب استغراق إعداد نظام الاختبار وقتًا طويلًا، بل أن يسألوا: «كيف أنجزنا الأمر بهذه السرعة؟»
في أواخر أبريل أيضًا، سُئل ترمب عما إذا كان قد تجاهل التحذيرات بشأن كوفيد-19 في يناير وفبراير من مستشاريه الاستخباراتيين. دافع ترمب عن استجابته للوباء من خلال الادعاء الكاذب بأن الدكتور أنتوني فوسي قال في أواخر فبراير إن تفشي فيروس كورونا «لا يمثل مشكلة» وأنه «سيختفي». في الواقع، قال فوسي في 29 فبراير أن «الوضع يتطور»، وأن «الخطر ما يزال منخفضًا حاليًا، لكن هذا الأمر قد يتغير ... حين نبدأ برؤية الانتشار المجتمعي»، و«قد يُحدِث هذا الأمر تفشيًا كبيرًا».
في أواخر شهر مايو، أُجريت مقابلة مع ترمب حول دراسة أجرتها جامعة كولومبيا توصلت إلى أنه كان من الممكن منع حدوث ما يقارب 36,000 حالة وفاة في الولايات المتحدة باتخاذ تدابير التباعد الاجتماعي أو تنفيذ عمليات الإغلاق في وقت أبكر. قال ترمب إنه «رأى التقرير»، ووصفه بـ «المخزي»، وادعى أن جامعة كولومبيا «مؤسسة ليبرالية ومخزية لكتابة ذلك لأن كل الأشخاص الذين يقدمون خدماتها كانوا متأخرين عني بخطوات»، واستشهد بقيود السفر التي فرضها على الأجانب القادمين من الصين. في أواخر مايو أيضًا، كتب ترمب في نفس التغريدة أنه لم يلقَ تزامنًا مع ذلك «أي ثناء» أو «مراجعات رائعة بشأن طريقة تعامله» مع كوفيد-19.

### التأكيد على قيود السفر المتعلقة بالصين
أعرب ترمب عن تركيزه على عدد الحالات في الولايات المتحدة في المراحل الأولى من تفشي الوباء، مشيرًا إلى العدد الضئيل نسبيًا للحالات المؤكدة كدليل على نجاح إجراءاته الخاصة بتقييد السفر والمفروضة على الأجانب القادمين من الصين. تعليقًا على سفينة غراند برينسيس السياحية، صرح بأنه يفضل عدم نزول الركاب المصابين لأنه لا يريد أن «تتضاعف أعداد (الحالات في الولايات المتحدة) بسبب سفينة واحدة». أوضح ترمب في موجز في 25 مارس أنه «لو لم أفعل ذلك، لتوفي الآلاف والآلاف من الناس ممن هم الآن على قيد الحياة وسعداء».
في حلقة 26 مارس من برنامج هانيتي، اتهم ترمب المرشح الديمقراطي للرئاسة ونائب الرئيس السابق جو بايدن بالقول إن قيود السفر كانت عنصرية ونابعة من كراهية ضد الأجانب؛ قالت حملة بايدن إن التعليقات كانت تشير إلى آراء ترمب العنصرية بشكل عام، وذكر نائب مدير حملة بايدن لاحقًا أنه يؤيد فرض قيود السفر «بتوجيه من الخبراء الطبيين، وبأوامر من مسؤولي الصحة العامة، بوجود خطة إستراتيجية كاملة».
في أواخر مارس، قال ترمب مدافعًا عن نفسه ضد الادعاءات التي اتهمته بإساءة التعامل مع تفشي المرض في مرحلة الاستجابة المبكرة، أن قراره بفرض قيود السفر على الصين «كان أبكر بأسابيع»، وأن «الأطباء لم يرغبوا في اتخاذ هذا القرار آنذاك». زعم أيضًا: «اعتقد الجميع أنه لا ضرورة لفرض القيود». في أوائل شهر مايو، صرح ترمب أنه حين طبق قيود السفر على الصين: «تعرضْتُ لانتقادات من الجميع، بمن فيهم الدكتور فوسي ... حين أغلقت الحدود مع الصين، إذ لم يوافق على ذلك». تبين أن ادعاءات ترمب كاذبة، وفقًا لوكالة أسوشيتيد برس وسليت: قال وزير الصحة أليكس عازار في 7 فبراير أن مسؤولي الصحة في الإدارة وبالأخص فوسي أوصوا بفرض قيود السفر على الصين. قال عازار إنه هو وترمب قبلوا التوصيات. وفقًا لتقرير لصحيفة نيويورك تايمز، وافق فوسي وروبرت ريدفيلد على قيود السفر في 30 يناير، أما صحيفة وول ستريت جورنال قالت إن ترمب بدا «مترددًا» في تنفيذ القيود، وأقنعه عازار بتنفيذها.
في الأول من أبريل، زعم ترمب أن الولايات المتحدة اتخذت إجراءات «في وقت أبكر بكثير من التوقعات وتقدمت على الباقي»؛ فرضت 11 دولة على الأقل قيود سفر على الصين قبل أن تعلن الولايات المتحدة عن قيودها في 31 يناير (بعد يوم واحد من إعلان منظمة الصحة العالمية أن كوفيد-19 حالة طوارئ صحة عامة محل اهتمام دولي)، لكن القيود لم تدخل حيز التنفيذ حتى 2 فبراير. بحلول ذلك الوقت، فرضت 46 دولة ومنطقة على الأقل شكلًا من أشكال قيود السفر على الصين.

### مقالة نيويورك تايمز وفيديو 13 أبريل
في 12 أبريل، نشرت صحيفة نيويورك تايمز مقالًا يشرح بالتفصيل استجابة الحكومة البطيئة لكوفيد-19، تضمن المقال اتهامات بموجهة ضد ترمب لتجاهله مرارًا تحذيرات وزير الصحة والخدمات الإنسانية أليكس عازار. نظرًا لعدم وجود موجز في ذلك اليوم بسبب عطلة عيد الفصح، انتقد ترمب المقال على تويتر قائلًا إنه «مزيف تمامًا مثل الصحيفة نفسها»، وادعى أنه تعرض «لانتقادات بسبب التحرك بسرعة كبيرة حين فرض الحظر على الصين، قبل أن يرغب أحد بذلك بوقت طويل»، وقال «لم يخبرني (عازار) بأي شيء حتى وقت متأخر».
خلال موجزه الإعلامي في اليوم التالي، عرض ترمب مجموعة من اللقطات التي تدعم استجابته المبكرة، منها مونتاج من هانيتي السالف الذكر في 26 مارس يظهر فيه الضيوف في برامج إخبارية أخرى وهم يقللون من شأن تهديد كوفيد-19 تحت العنوان الرئيسي: «قللت وسائل الإعلام من المخاطر منذ البداية»، ومقطع صوتي لمراسلة نيويورك تايمز، ماغي هابرمان، تصرح فيه أن قيود السفر على الصين «كانت فعالة غالبًا، لأنها اتخذت في الواقع إجراءً صارمًا ضد انتشار الفيروس»، بالإضافة إلى التعليقات الإيجابية التي أدلى بها حاكما نيويورك وكاليفورنيا أندرو كومو وغافين نيوسوم. تضمن الفيديو عدة إشارات إلى تصريحات ترمب المتفائلة وتقاعسه خلال شهري يناير وفبراير، وتوقف صوت هابرمان عند قولها إن تقييد السفر كان «أحد آخر الأشياء التي فعلها (ترمب) على مدى عدة أسابيع».
حين سألته مراسلة سي بي سي نيوز، باولا ريد، عن عدم تحركه والتقليل من شأن الوباء في فبراير كما ذُكر في الفيديو، سألها ترمب: «كيف تغلق أعظم اقتصاد في تاريخ العالم حين لا تسجل أي إصابة أو وفيات حتى 17 يناير؟». جادل أيضًا «فعلنا الكثير (في فبراير)»، وقال للمراسلة «انظري، أنت تعلمين أنك مخادعة. أنت تعلمين أن الشبكة بأكملها، والطريقة التي تغطي بها الأحداث مزيفة». في مقابلة على قناة إم إس إن بي سي، وصف المحرر التنفيذي السابق لنيويورك تايمز، هويل راينز، الفيديو بأنه «أحد أفعال التضليل المذهلة التي رأيناها من البيت الأبيض منذ حقبة فيتنام وحماقات الساعة الخامسة الصادرة عن إدارة ليندون جونسون».

## الشؤون الدولية

### الصين ومنظمة الصحة العالمية
في 22 يناير، طرحت وسائل الإعلام على الرئيس ترمب سؤالًا حول مزاعمه المتعلقة بافتقار الصين إلى الشفافية فيما يتعلق بتفشي المرض: «هل تثق في أننا سنعرف كل ما نحتاج معرفته من الصين؟» أجاب الرئيس ترمب: «أنا أثق بذلك. أثق بذلك. لدي علاقة ممتازة مع الرئيس شي». في 24 يناير، كتب الرئيس ترمب على تويتر: «تعمل الصين جاهدة لاحتواء فيروس كورونا. وتقدر الولايات المتحدة بشدة الجهود والشفافية. سيكون كل شيء على ما يرام. على وجه الخصوص، نيابة عن الشعب الأمريكي، أود أن أشكر الرئيس شي!».
في 7 فبراير، عندما ُسئِل الإعلام الرئيس ترمب عما إذا كان «قلقًا من أن الصين تتستر على المدى الكامل لتفشي فيروس كورونا في بلادهم، أجاب الرئيس ترمب: «لا، الصين تعمل بجد ... وأعتقد أنهم يقومون بعمل احترافي للغاية... إنه وضع صعب. أعتقد أنهم يقومون بعمل جيد للغاية». في 13 فبراير، عندما سأل الإعلام الرئيس ترمب «هل قال الصينيون الحقيقة حول ذلك؟»، أجاب: «حسنًا، لا يمكننا الجزم بذلك»، ثم أشاد بالصين «للتعامل مع الأمر بشكل احترافي».
في 26 فبراير، بينما كان الرئيس ترمب يزور الهند، قال: «الصين تعمل بجد للغاية». في 27 فبراير، خلال مؤتمر صحفي، صرح بأن الرئيس الصيني شي جين بينغ «يعمل بجد للغاية».
في 21 مارس، تحدث الرئيس ترمب في مؤتمر صحفي، وانتقد الصين لكونها «سرية للغاية». عندما سُئل الرئيس ترمب عن التعليقات التي أدلى بها في 24 يناير ممتدحًا شفافية الصين، أجاب أن الصين كانت «شفافة في ذلك الوقت»، لكن «كان من الممكن أن تكون شفافة في وقت أبكر من ذلك بكثير".
في 7 أبريل، أعلن الرئيس ترمب أن الولايات المتحدة «ستحد بشكل كبير» من تمويل منظمة الصحة العالمية. بعد أقل من 20 دقيقة، عندما سُئل عن قراره المعلن، نفى تصريحه: «لا أقول إنني سأفعل ذلك، لكننا سننظر في الأمر».
في 14 أبريل، انتقد الرئيس ترمب منظمة الصحة العالمية لفشلها في «فضح افتقار الصين للشفافية»، مشيرًا إلى أن منظمة الصحة العالمية «قد صدّقت عن حسن نية تأكيدات الصين الظاهرية... حتى أنها قد امتدحت الصين لشفافيتها المزعومة». وجه الرئيس هذا النقد على الرغم من سلوكه المماثل في يناير وفبراير 2020.
في 27 أبريل، أعرب الرئيس ترمب عن أسفه قائلًا: «لقد حدثت الكثير من الوفيات غير الضرورية في هذا البلد. كان من الممكن تجنب حدوثها وكان من الممكن إيقاف الأمر لفترة قصيرة، ولكن يبدو أن أحدًا ما، منذ فترة طويلة، قد قرر عدم القيام بذلك على هذا النحو. والعالم كله يعاني بسببه. 184 دولة على الأقل».  «»  

### التعاون الدولي
في خطابه عن حالة الاتحاد يوم 4 فبراير، صرح الرئيس ترمب أن إدارته تعمل جنبًا إلى جنب مع الحكومة الصينية فيما يخص تفشي المرض في الصين.
في 26 مارس، تحدث الرئيس ترمب عبر الهاتف مع الرئيس الصيني شي جين بينغ، وتعهدا بالتعاون في مكافحة الجائحة. وأشار إلى حدوث انفراج جديد بين البلدين بعد أسابيع من تصاعد التوترات. في نفس اليوم، بعد قمة عبر الفيديو مع قادة مجموعة العشرين الآخرين، صرح الرئيس ترمب أن الولايات المتحدة تعمل مع الحلفاء الدوليين لوقف انتشار فيروس كورونا وزيادة مشاركة السريعة للمعلومات والبيانات.

### المصطلحات
في 16 مارس، بدأ الرئيس ترمب يطلق على كوفيد-19 اسم «الفيروس الصيني»، وتعرض لانتقادات كونه قد خلق وصمة عار محتملة. لم يوافق الرئيس ترمب على الانتقاد، قائلًا «إنه يأتي من الصين» وأن «الصين حاولت أن تقول في وقت ما -ربما توقفوا- أن الجنود الأمريكيين قد تسببوا بذلك. لا يمكن أن يحدث هذا». في 23 مارس، توقف الرئيس ترمب عن استخدام مصطلح «الفيروس الصيني»، مشيرًا إلى احتمال وجود «لغة بذيئة» تجاه الأمريكيين الآسيويين.
في 25 مارس، عقد وزراء خارجية دول مجموعة السبع مؤتمرًا عبر الإنترنت. لم تتمكن المجموعة من التوصل إلى اتفاق بشأن إصدار بيان مشترك حول التفشي العالمي لأن وزير الخارجية الأمريكي مايك بومبيو أصر على تسمية كوفيد-19 بـ «فيروس ووهان». في اليوم السابق، أصدر وزراء مالية وحاكمو البنوك المركزية لمجموعة السبع بيانًا مشتركًا حول كوفيد-19. خلال الموجزات الصحفية، وفي منشور على أحد مواقع التواصل الاجتماعي في أواخر يوليو 2020، استخدم الرئيس ترمب مرارًا «الفيروس الصيني» أو «طاعون الصين» للإشارة إلى كوفيد-19.

### أصل كوفيد-19
في 30 أبريل، صرح مكتب مدير المخابرات الوطنية أن مجتمع المخابرات الأمريكية «يتفق مع الإجماع العلمي الواسع على أن فيروس كوفيد-19 لم يكن من صنع الإنسان أو معدلًا وراثيًا». ذكر أيضًا أن وكالات المخابرات الأمريكية تحقق فيما إذا كان تفشي المرض قد بدأ من «مخالطة حيوانات مصابة أو إذا كان نتيجة حادث في أحد المخابر في ووهان.
في 3 مايو، ادعى وزير الخارجية مايك بومبيو في مقابلة أن هناك «قدرًا كبيرًا من الأدلة» على أن كوفيد-19 قد نشأ من أحد المخابر في ووهان. بعد أن ادعى بومبيو أيضًا أن «أفضل الخبراء حتى الآن يعتقدون أن كوفيد -19 من صنع الإنسان»، أبلغ الصحفي بومبيو أنه يناقض بذلك موقف وكالات الاستخبارات الأمريكية (كما هو مكتوب أعلاه). ثم غيّر بومبيو موقفه قائلًا إنه «ليس لديه أي سبب لعدم تصديق» هذه الوكالات.
في مقابلة نُشرت في 4 مايو، صرح أنتوني فوسي أن الأدلة العلمية «تميل بشدة جدًا إلى» أن تطور كوفيد-19 «لا يمكن التلاعب به بشكل مصطنع أو متعمد»".

## الصحة الشخصية
في 21 مايو في مقابلة في الحديقة الجنوبية، استخدم الرئيس ترمب صياغة مربكة لوصف نتيجة آخر فحص سلبي أجراه للفيروس، موضحًا أنه «فحصه كان إيجابيًا جدًا بمعنى آخر»، كأن يقول «إيجابيًا تجاه السلبي».

## موجزات صحفية يومية
في مارس 2020، بدأت إدارة الرئيس ترمب في إجراء موجزات إعلامية يومية في البيت الأبيض. في نهاية شهر مارس، تفاخر الرئيس ترمب بـ «التقييمات» العالية لموجزاته الصحفية. أُدلِي بتعليقات مثيرة للجدل بشكل خاص حول ضوء الشمس والمطهرات في 23 أبريل؛ في اليوم التالي، كان المؤتمر الصحفي أقصر بشكل ملحوظ، ولم يكن فيه فترة لتلقي الأسئلة. أفادت أكسيوس لاحقًا أن هناك خططًا لتقليص حجم الموجزات الإعلامية، وعدم ظهور الرئيس ترمب فيها بصورة منتظمة.
في الأول من مايو، أعادت السكرتيرة الصحفية الجديدة للبيت الأبيض كايلي ماكناني إجراء المؤتمرات الصحفية التقليدية للبيت الأبيض، والتي لم تعقد منذ أكثر من عام.
في 26 يونيو، أجرت فرقة العمل المعنية بفيروس كورونا أول موجز إعلامي لها منذ أبريل، تناولت الارتفاع الكبير في عدد حالات الإصابة في كاليفورنيا والولايات الجنوبية الأخرى. أُجرِي الموجز من قبل وزارة الصحة والخدمات الإنسانية بدلًا من البيت الأبيض، بقيادة بنس. وكان الرئيس ترمب (الذي كان يستعد لظهور صحفي غير ذي صلة في البيت الأبيض) غائبًا عن الموجز.
في 21 يوليو، عاد الرئيس ترمب لإجراء موجزات إعلامية من حين لآخر حول كوفيد-19، وهذه المرة أداها بمفرده دون التحدث مع أي مسؤول صحي آخر. وعندما سُئِل خلال موجز لاحق، صرح الرئيس ترمب أن هذا الترتيب يهدف إلى جعل الموجزات أكثر «إيجازًا».

### الدقة
انتقِد الرئيس ترمب لإدلائه بتصريحات مبالغ فيها وغير دقيقة في هذه الموجزات الإعلامية، بما في ذلك جهود الولايات المتحدة للسيطرة على كوفيد-19، والترويج لمواقفه وبرنامجه السياسي، والهجوم على وسائل الإعلام. ووصف النقاد التقارير الإعلامية بأنها أقرب إلى «الدعاية» التي حلت محل التجمعات العامة في حملته الانتخابية لعام 2020. كانت هناك دعوات لشركات البث لرفض بث الموجزات على الهواء مباشرة، والسماح بدلًا من ذلك بفحص الحقائق والتدقيق في الملاحظات قبل بث الموجزات.

### تحليل
بدأ الرئيس ترمب شخصيًا بتقديم موجزات إعلامية اعتبارًا من 13 مارس. أشار موقع بزفيد نيوز في 14 أبريل إلى أن الرئيس كان يتحدث كل يوم تقريبًا. من منتصف مارس وحتى أوائل أبريل، زادت مدة الموجزات الإعلامية من 61 دقيقة إلى 105 دقيقة، بينما زاد وقت حديث الرئيس ترمب في الجلسة من 20 دقيقة إلى 53 دقيقة. في 10 أبريل، تحدث للصحفيين مدة 133 دقيقة متتالية. في 26 أبريل، ذكرت صحيفة واشنطن بوست أن الرئيس ترمب قد شغل 60% من وقت المؤتمرات الصحفية منذ 16 مارس.
قامت صحيفة نيويورك تايمز بتحليل خطب الرئيس ترمب لأكثر من خمسة أسابيع في الفترة من 9 مارس إلى 17 أبريل، والتي بلغت أكثر من 260 ألف كلمة. كان النمط الأكثر شيوعًا هو «تهنئة ترمب لذاته»، بوجود نحو 600 مثال. كان ثنائه على نفسه «يستند في كثير من الأحيان إلى مبالغات وأكاذيب»، وجدت صحيفة نيويورك تايمز أكثر من 130 مثالًا على ذلك. أشاد الرئيس ترمب بالآخرين أكثر من 360 مرة، وألقى باللوم على الآخرين أكثر من 110 مرة. كان هناك ما يقرب من 100 مثال عن «مناشدات للوحدة الوطنية»، وحوالي 60 مثال عن «التعاطف». وقد أدلى بتصريحات كثيرة أعرب فيها عن أسفه على الضرر الاقتصادي للجائحة أكثر من آسفه على تكلفتها البشرية.
قامت واشنطن بوست بتحليل ثلاثة أسابيع من موجزات الرئيس ترمب في الفترة من 6 إلى 24 أبريل، لأكثر من 13 ساعة من حديث ترمب. أمضى ما مجموعه ساعتين في انتقاد الآخرين، وكان أكثر الفئات المستهدفة هم الديموقراطيون، ووسائل الإعلام، وحكام الولايات، والصين. أمضى 45 دقيقة في مدح نفسه وإدارته، بينما تحدث أقل من 5 دقائق بالمجمل حول تقديم العزاء. أمضى 9 دقائق في الترويج لهيدروكسي كلوروكوين. عندما طُرِحت أسئلة على أعضاء آخرين في فريقه، أعطى الرئيس ترمب إجابة أكثر من 33% من الوقت، بما في ذلك عندما أجاب المسؤول الآخر على السؤال بالفعل. في نحو من 25% من تعليقاته أو تصريحاته، قدم الرئيس ترمب معلومات خاطئة أو مضللة، وذلك بسحب تحليل واشنطن بوست.

### البث
أعادت بعض شركات البث تقييم نهجها في تغطية الموجزات: بحلول أواخر مارس، أصبحت شبكتي سي إن إن وإم إس إن بي سي أكثر حذرًا في بثها، خاصة تجاه تصريحات الرئيس ترمب التي تنحرف كثيرًا عن موضوع الصحة العامة، أو خلال المواقف التي يصبح فيها الموجز طويلًا بشكل غير معقول. خلال الموجز الإعلامي في 13 أبريل، قطعت شبكة سي إن إن مقطع الفيديو المذكور في منتصفه، حيث قال المقدم جون كينج إن «[تشغيل] فيديو دعائي على نفقة دافعي الضرائب في غرفة الموجزات بالبيت الأبيض يعد أمرًا جديدًا - يمكنك قول كلمتك المفضلة هنا عن هذه الإدارة»، وقطعت شبكة إم إس إن بي سي الفيديو بعد أن وصفه آري ميلبر بأنه «نوع من فيديوهات الدعاية المعدلة ذات التأثير الرجعي».
واجه هذه السلوك بدوره انتقادات من قبل أولئك الذين يشعرون أنه يجب بثها الفيديو بالكامل بسبب أهميته؛ غرد نائب وزير الإعلام جود ديري قائلًا إنه من «المخزي للغاية» قطع الشبكتين للموجز الإعلامي في 23 مارس بشكل مبكر، وشكر فوكس نيوز على «إبقاء الأمريكيين على اطلاع». ردًا على ذلك، أشار الكاتب الإعلامي في واشنطن بوست، إريك ويمبل، إلى أن «... إبقاء الأمريكيين على اطلاع يتطلب تعديل هذا الرئيس. كثيرًا».

### إمكانية الوصول
لا توفر موجزات فريق العمل المعني بفيروس كورونا ترجمة فورية بلغة الإشارة الأمريكية. في أغسطس 2020، رفعت الجمعية الوطنية للصم دعوى قضائية ضد البيت الأبيض لعدم توفر الترجمة الفورية. لا يستطيع كل المشاهدين الصم فهم اللغة الإنجليزية المكتوبة بشكل كامل (كما هو مستخدم في الترجمة النصية المغلقة). استخدمت معظم الموجزات على مستوى الولاية مترجمين فوريين. في 4 أغسطس 2020، رفعت دائرة شؤون اللاجئين ومجموعة من خمسة أفراد صمّ دعوى قضائية ضد الحكومة الأمريكية لعدم تقديم تفسيرات بلغة الإشارة الأمريكية للموجزات الإعلامية.

## قمع ذكر كوفيد-19
منعت مذكرة داخلية أصدرتها الخدمة الوطنية لمصايد الأسماك البحرية في 22 يونيو الموظفين من ذكر «أي شيء متعلق بكوفيد» في الإجراءات الرسمية دون موافقة تنفيذية، وأوصت بعبارات ملطفة مثل «في هذه الأوقات غير العادية» إذا كانت الإشارة إلى الجائحة ضرورية.

## الاستجابة العامة على التواصل
قدر استطلاع أجرته مؤسسة عائلة قيصر في الفترة من 11 مارس إلى 15 مارس أن 46% من الأمريكيين يثقون بتقديم الرئيس ترمب معلومات موثوقة عن فيروس كورونا (19% من الديمقراطيين و88% من الجمهوريين). وثق 85% من الأمريكيين (85% من الديمقراطيين و90% من الجمهوريين) بمراكز السيطرة على الأمراض والوقاية منها لتوفير معلومات موثوقة حول فيروس كورونا. كانت الثقة بالرئيس ترمب بشكل عام منخفضة فيما يتعلق بهذا الموضوع مقارنة بوسائل الإعلام الإخبارية، والمسؤولين الحكوميين المحليين، والمسؤولين الحكوميين بالولاية، ومنظمة الصحة العالمية. كان الثقة الأعلى بمراكز السيطرة على الأمراض والوقاية منها.
قدر استطلاع أجرته وكالة أسوشيتد برس والمركز الوطني لأبحاث الرأي في جامعة شيكاغو في الفترة من 16 أبريل إلى 20 أبريل أن الرئيس ترمب كان مصدرًا للمعلومات حول الجائحة لنحو 28% من الأمريكيين. من حيث الثقة بالرئيس ترمب للحصول على معلومات حول تفشي المرض، كان لدى 23% منهم قدر كبير من الثقة به، بينما كان لدى 21% منهم قدر معتدل من الثقة. استخدم الأمريكيون المسؤولين الحكوميين أو المحليين كمصدر للمعلومات، إذ وثقوا بهم أكثر من ثقتهم بالرئيس ترمب.
خلص استطلاع للرأي أجرته SRSS لصالح شبكة سي إن إن في الفترة من 7 مايو إلى 10 مايو، إلى أن 36 % فقط من الشعب الأمريكي يثقون بالرئيس ترمب بشأن معلومات تفشي كوفيد-19. يثق 4% من الديمقراطيين بالمعلومات الواردة من ترمب، بينما يثق حوالي 80% إلى 81% من الديمقراطيين بالمعلومات الواردة من الدكتور أنتوني فوسي أو مركز السيطرة على الأمراض والوقاية منها. يثق 84% من الجمهوريين بالمعلومات الواردة إليهم من ترمب، وكان هذا أعلى من ثقتهم بالمعلومات الواردة من مركز السيطرة على الأمراض والوقاية منها (72%) أو فوسي (61%).
أظهر استطلاع للرأي أجرته شركتي يوجوف وياهو! نيوز يومي 20 و21 مايو أن عددًا كبيرًا من البالغين الأمريكيين (33%) قد شعروا أن المصدر الرئيسي للمعلومات الخاطئة حول كوفيد-19هو إدارة ترمب. كان هذا رقمًا أعلى من المصادر التالية: وسائل الإعلام الرئيسية، ووسائل التواصل الاجتماعي، والأخبار المحلية، والمسؤولون الحكوميون، والأسرة، والأصدقاء. صرح 56% من الديمقراطيين أن إدارة الرئيس ترمب كانت المصدر الرئيسي للمعلومات المضللة حول كوفيد-19، بينما وافق على ذلك 11% فقط من الجمهوريين. على الرغم من أن الرئيس ترمب قد قلل من أهمية تهديد كوفيد-19 أكثر من 40 مرة، يعتقد 51% من الجمهوريين أن الرئيس ترمب كان دائمًا ينظر إلى كوفيد-19 على أنه تهديد خطير للغاية، بينما وافق على ذلك 8% من الديمقراطيين. على الرغم من تحذير وكالات الاستخبارات الأمريكية وخبراء الصحة العامة ومسؤولي إدارة الرئيس ترمب من احتمال حدوث مثل هذه الجائحة الخطيرة، اعتقد 52% من الجمهوريين أن هذا الجائحة لم تكن «شيئًا من المتوقع حدوثه»، وكذلك 36% من الديمقراطيين.
أظهر استطلاع للرأي أجرته واشنطن بوست وإيه بي سي نيوز في الفترة من 12 إلى 15 يوليو أن 38% من الأمريكيين يوافقون على طريقة تعامل الرئيس ترمب مع الأزمة. انخفضت هذه النسبة من 51% التي سُجِّلت في مارس الماضي.